# Liste de monuments aux morts français surmontés d'une croix latine
Cet article vise à recenser les monuments aux morts en France surmontés d'une croix latine, d'un calvaire ou d'un crucifix.
Les monuments aux morts sont des monuments publics. En France, depuis le 9 décembre 1905 en application de la loi de séparation des Églises et de l'État, il est « interdit, d'élever ou d'apposer aucun signe ou emblème religieux sur les monuments publics ou en quelque emplacement public que ce soit, à l'exception des édifices servant au culte, des terrains de sépulture dans les cimetières, des monuments funéraires, ainsi que des musées ou expositions ».
Les monuments aux morts étant surmontés d'une croix latine, d'un calvaire ou d'un crucifix en France, sont ceux érigés avant 1905, ou ceux érigés après cette date dans un cimetière.
La liste non exhaustive ci-dessous, n'inclut pas les monuments sur lesquels une croix latine est sculptée sur l'une des faces.
Les monuments sont classés par ordre alphabétique de départements et, au sein de ceux-ci, par ordre alphabétique de communes, ou anciennes communes.

## Ain
Pour un article plus général, voir Liste des monuments aux morts dans l'Ain.
| Œuvre              | Auteur       | Commune       | Localisation | Notes | Installation | Coordonnées    | Illustration       |
| ------------------ | ------------ | ------------- | ------------ | ----- | ------------ | -------------- | ------------------ |
| Monument aux morts | À déterminer | Cessy         | À déterminer |       | À déterminer | à géolocaliser | Monument aux morts |
| Monument aux morts | À déterminer | Crans         | À déterminer |       | À déterminer | à géolocaliser | Monument aux morts |
| Monument aux morts | À déterminer | Cuet          | À déterminer |       | À déterminer | à géolocaliser | Monument aux morts |
| Monument aux morts | À déterminer | Flaxieu       | À déterminer |       | À déterminer | à géolocaliser | Monument aux morts |
| Monument aux morts | À déterminer | Géovreisset   | À déterminer |       | À déterminer | à géolocaliser | Monument aux morts |
| Monument aux morts | À déterminer | Grilly        | À déterminer |       | À déterminer | à géolocaliser | Monument aux morts |
| Monument aux morts | À déterminer | Innimond      | À déterminer |       | À déterminer | à géolocaliser | Monument aux morts |
| Monument aux morts | À déterminer | Marchamp      | À déterminer |       | À déterminer | à géolocaliser | Monument aux morts |
| Monument aux morts | À déterminer | Mollon        | À déterminer |       | À déterminer | à géolocaliser | Monument aux morts |
| Monument aux morts | À déterminer | Les Neyrolles | À déterminer |       | À déterminer | à géolocaliser | Monument aux morts |
| Monument aux morts | À déterminer | Ornex         | À déterminer |       | À déterminer | à géolocaliser | Monument aux morts |
| Monument aux morts | À déterminer | Romanèche     | À déterminer |       | À déterminer | à géolocaliser | Monument aux morts |
| Monument aux morts | À déterminer | Romans        | À déterminer |       | À déterminer | à géolocaliser | Monument aux morts |
| Monument aux morts | À déterminer | Saint-Bernard | À déterminer |       | À déterminer | à géolocaliser | Monument aux morts |
| Monument aux morts | À déterminer | Varambon      | À déterminer |       | À déterminer | à géolocaliser | Monument aux morts |
| Monument aux morts | À déterminer | Vesancy       | À déterminer |       | À déterminer | à géolocaliser | Monument aux morts |

## Aisne
Pour un article plus général, voir Liste des monuments aux morts dans l'Aisne.
| Œuvre                           | Auteur       | Commune                       | Localisation             | Notes | Installation | Coordonnées    | Illustration                    |
| ------------------------------- | ------------ | ----------------------------- | ------------------------ | ----- | ------------ | -------------- | ------------------------------- |
| Monument aux morts de 1870      | À déterminer | Abbécourt                     | Sur la place de l'église |       | À déterminer | à géolocaliser | Monument aux morts de 1870      |
| Monument aux morts de 1870      | À déterminer | Arrancy                       | Sur la place de l'église |       | À déterminer | à géolocaliser | Monument aux morts de 1870      |
| Monument aux morts              | À déterminer | Barenton-sur-Serre            | À déterminer             |       | À déterminer | à géolocaliser | Monument aux morts              |
| Monument aux morts              | À déterminer | Besmé                         | À déterminer             |       | À déterminer | à géolocaliser | Monument aux morts              |
| Monument aux morts              | À déterminer | Burelles                      | À déterminer             |       | 1921         | à géolocaliser | Monument aux morts              |
| Monument aux morts              | À déterminer | Couvrelles                    | À déterminer             |       | À déterminer | à géolocaliser | Monument aux morts              |
| Monument aux morts              | À déterminer | Étreillers                    | À déterminer             |       | À déterminer | à géolocaliser | Monument aux morts              |
| Monument aux morts              | À déterminer | Glennes                       | À déterminer             |       | À déterminer | à géolocaliser | Monument aux morts              |
| Monument aux morts              | À déterminer | Goudelancourt-lès-Pierrepont  | À déterminer             |       | À déterminer | à géolocaliser | Monument aux morts              |
| Monument aux morts              | À déterminer | La Neuville-en-Beine          | À déterminer             |       | À déterminer | à géolocaliser | Monument aux morts              |
| Monument aux morts              | À déterminer | La Neuville-Housset           | À déterminer             |       | À déterminer | à géolocaliser | Monument aux morts              |
| Monument aux morts              | À déterminer | Mâchecourt                    | À déterminer             |       | À déterminer | à géolocaliser | Monument aux morts              |
| Monument aux morts              | À déterminer | Mercin-et-Vaux                | À déterminer             |       | À déterminer | à géolocaliser | Monument aux morts              |
| Monument aux morts              | À déterminer | Nanteuil-la-Fosse             | À déterminer             |       | À déterminer | à géolocaliser | Monument aux morts              |
| Monument aux morts              | À déterminer | Ploisy                        | À déterminer             |       | À déterminer | à géolocaliser | Monument aux morts              |
| Monument aux morts              | À déterminer | Renansart                     | À déterminer             |       | À déterminer | à géolocaliser | Monument aux morts              |
| Monument aux morts d'Outre      | À déterminer | Saint-Erme-Outre-et-Ramecourt | À déterminer             |       | À déterminer | à géolocaliser | Monument aux morts d'Outre      |
| Monument aux morts de Ramecourt | À déterminer | Saint-Erme-Outre-et-Ramecourt | À déterminer             |       | À déterminer | à géolocaliser | Monument aux morts de Ramecourt |
| Monument aux morts              | À déterminer | Saint-Pierremomt              | À déterminer             |       | À déterminer | à géolocaliser | Monument aux morts              |

## Allier
Pour un article plus général, voir Liste des monuments aux morts dans l'Allier.
| Œuvre              | Auteur       | Commune      | Localisation      | Notes | Installation | Coordonnées    | Illustration       |
| ------------------ | ------------ | ------------ | ----------------- | ----- | ------------ | -------------- | ------------------ |
| Monument aux morts | À déterminer | Coulandon    | À déterminer      |       | À déterminer | à géolocaliser | Monument aux morts |
| Monument aux morts | À déterminer | Loriges      | Dans le cimetière |       | À déterminer | à géolocaliser | Monument aux morts |
| Monument aux morts | À déterminer | Saint-Menoux | À déterminer      |       | À déterminer | à géolocaliser | Monument aux morts |
| Monument aux morts | À déterminer | Vieure       | Dans le cimetière |       | À déterminer | à géolocaliser | Monument aux morts |

## Ardennes
| Œuvre              | Auteur       | Commune | Localisation    | Notes | Installation | Coordonnées    | Illustration       |
| ------------------ | ------------ | ------- | --------------- | ----- | ------------ | -------------- | ------------------ |
| Monument aux morts | À déterminer | Bourcq  | Devant l'église |       | À déterminer | à géolocaliser | Monument aux morts |
| Monument aux morts | À déterminer | Cernion | À déterminer    |       | À déterminer | à géolocaliser | Monument aux morts |

## Ariège
| Œuvre              | Auteur       | Commune                   | Localisation | Notes | Installation | Coordonnées    | Illustration       |
| ------------------ | ------------ | ------------------------- | ------------ | ----- | ------------ | -------------- | ------------------ |
| Monument aux morts | À déterminer | Aigues-Juntes             | À déterminer |       | À déterminer | à géolocaliser | Monument aux morts |
| Monument aux morts | À déterminer | Albiès                    | À déterminer |       | À déterminer | à géolocaliser | Monument aux morts |
| Monument aux morts | À déterminer | Aleu                      | À déterminer |       | À déterminer | à géolocaliser | Monument aux morts |
| Monument aux morts | À déterminer | Arrout                    | À déterminer |       | À déterminer | à géolocaliser | Monument aux morts |
| Monument aux morts | À déterminer | Cazenave-Serres-et-Allens | À déterminer |       | À déterminer | à géolocaliser | Monument aux morts |

## Aube
| Œuvre              | Auteur       | Commune         | Localisation                                                 | Notes | Installation | Coordonnées    | Illustration       |
| ------------------ | ------------ | --------------- | ------------------------------------------------------------ | ----- | ------------ | -------------- | ------------------ |
| Monument aux morts | À déterminer | Bailly-le-Franc | A proximité de l'église                                      |       | À déterminer | à géolocaliser | Monument aux morts |
| Monument aux morts | À déterminer | Herbisse        | Dans le cimetière, devant l'église de l'Assomption           |       | À déterminer | à géolocaliser | Monument aux morts |
| Monument aux morts | À déterminer | Le Chêne        | Dans le cimetière, à côté de l'église Saint-Pierre-aux-Liens |       | À déterminer | à géolocaliser | Monument aux morts |

## Aude
| Œuvre              | Auteur       | Commune   | Localisation | Notes | Installation | Coordonnées    | Illustration       |
| ------------------ | ------------ | --------- | ------------ | ----- | ------------ | -------------- | ------------------ |
| Monument aux morts | À déterminer | Brézilhac | À déterminer |       | À déterminer | à géolocaliser | Monument aux morts |

## Aveyron
| Œuvre              | Auteur       | Commune           | Localisation | Notes | Installation | Coordonnées    | Illustration       |
| ------------------ | ------------ | ----------------- | ------------ | ----- | ------------ | -------------- | ------------------ |
| Monument aux morts | À déterminer | Curan             | À déterminer |       | À déterminer | à géolocaliser | Monument aux morts |
| Monument aux morts | À déterminer | Soulages-Bonneval | À déterminer |       | À déterminer | à géolocaliser | Monument aux morts |
| Monument aux morts | À déterminer | Veyreau           | À déterminer |       | À déterminer | à géolocaliser | Monument aux morts |

## Bas-Rhin
| Œuvre              | Auteur       | Commune     | Localisation | Notes | Installation | Coordonnées    | Illustration       |
| ------------------ | ------------ | ----------- | ------------ | ----- | ------------ | -------------- | ------------------ |
| Monument aux morts | À déterminer | Hochstett   | À déterminer |       | À déterminer | à géolocaliser | Monument aux morts |
| Monument aux morts | À déterminer | Kaltenhouse | À déterminer |       | À déterminer | à géolocaliser | Monument aux morts |
| Monument aux morts | À déterminer | Mollkirch   | À déterminer |       | À déterminer | à géolocaliser | Monument aux morts |

## Calvados
Pour un article plus général, voir Liste des monuments aux morts dans le Calvados.
| Œuvre                         | Auteur       | Commune                  | Localisation                               | Notes | Installation | Coordonnées    | Illustration                  |
| ----------------------------- | ------------ | ------------------------ | ------------------------------------------ | ----- | ------------ | -------------- | ----------------------------- |
| Monument aux morts            | À déterminer | Basseneville             | À côté de l'église Notre-Dame              |       | À déterminer | à géolocaliser | Monument aux morts            |
| Monument aux morts            | À déterminer | Danestal                 | Dans le cimetière                          |       | À déterminer | à géolocaliser | Monument aux morts            |
| Monument aux morts            | À déterminer | Douville-en-Auge         | À déterminer                               |       | À déterminer | à géolocaliser | Monument aux morts            |
| Monument aux morts            | À déterminer | Ellon                    | À déterminer                               |       | À déterminer | à géolocaliser | Monument aux morts            |
| Monument aux morts            | À déterminer | Feuguerolles-sur-Seulles | Dans le cimetière                          |       | À déterminer | à géolocaliser | Monument aux morts            |
| Monument aux morts paroissial | À déterminer | Houlgate                 | Dans l'église Saint-Aubin                  |       | À déterminer | à géolocaliser | Monument aux morts paroissial |
| Monument aux morts            | À déterminer | Le Brévedent             | À déterminer                               |       | À déterminer | à géolocaliser | Monument aux morts            |
| Monument aux morts            | À déterminer | Magny-en-Bessin          | À déterminer                               |       | À déterminer | à géolocaliser | Monument aux morts            |
| Monument aux morts            | À déterminer | Reviers                  | À déterminer                               |       | À déterminer | à géolocaliser | Monument aux morts            |
| Monument aux morts            | À déterminer | Saint-Côme-de-Fresné     | Dans le cimetière, à proximité de l'église |       | À déterminer | à géolocaliser | Monument aux morts            |
| Monument aux morts            | À déterminer | Saint-Louet-sur-Seulles  | À déterminer                               |       | À déterminer | à géolocaliser | Monument aux morts            |
| Monument aux morts            | À déterminer | Sannerville              | Devant la Poste                            |       | À déterminer | à géolocaliser | Image manquante               |
| Monument aux morts            | À déterminer | Tailleville              | À déterminer                               |       | À déterminer | à géolocaliser | Monument aux morts            |
| Monument aux morts paroissial | À déterminer | Tour-en-Bessin           | Dans l'église Saint-Pierre                 |       | À déterminer | à géolocaliser | Monument aux morts paroissial |

## Charente-Maritime
| Œuvre               | Auteur       | Commune | Localisation   | Notes | Installation | Coordonnées    | Illustration        |
| ------------------- | ------------ | ------- | -------------- | ----- | ------------ | -------------- | ------------------- |
| Monuments aux morts | À déterminer | Chardes | Route de Blaye |       | À déterminer | à géolocaliser | Monuments aux morts |

## Corse-du-Sud
| Œuvre               | Auteur       | Commune        | Localisation | Notes | Installation | Coordonnées    | Illustration        |
| ------------------- | ------------ | -------------- | ------------ | ----- | ------------ | -------------- | ------------------- |
| Monuments aux morts | À déterminer | Sari-Solenzara | À déterminer |       | À déterminer | à géolocaliser | Monuments aux morts |

## Côtes-d'Armor
| Œuvre              | Auteur       | Commune        | Localisation                         | Notes | Installation | Coordonnées    | Illustration       |
| ------------------ | ------------ | -------------- | ------------------------------------ | ----- | ------------ | -------------- | ------------------ |
| Monument aux morts | À déterminer | Berhet         | Dans le cimetière                    |       | À déterminer | à géolocaliser | Monument aux morts |
| Monument aux morts | À déterminer | Coatréven      | À déterminer                         |       | À déterminer | à géolocaliser | Monument aux morts |
| Monument aux morts | À déterminer | Grâces         | À déterminer                         |       | À déterminer | à géolocaliser | Monument aux morts |
| Monument aux morts | À déterminer | Le Bodéo       | À déterminer                         |       | À déterminer | à géolocaliser | Monument aux morts |
| Monument aux morts | À déterminer | Loc-Envel      | À déterminer                         |       | À déterminer | à géolocaliser | Monument aux morts |
| Monument aux morts | À déterminer | Moustéru       | À déterminer                         |       | À déterminer | à géolocaliser | Monument aux morts |
| Monument aux morts | À déterminer | Plougonver     | Au chevet de l'église Saint-Pierre   |       | À déterminer | à géolocaliser | Monument aux morts |
| Monument aux morts | À déterminer | Rospez         | À déterminer                         |       | À déterminer | à géolocaliser | Monument aux morts |
| Monument aux morts | À déterminer | Saint-Clet     | À côté de l'église Notre-Dame        |       | À déterminer | à géolocaliser | Monument aux morts |
| Monument aux morts | À déterminer | Saint-Mayeux   | À déterminer                         |       | À déterminer | à géolocaliser | Monument aux morts |
| Monument aux morts | À déterminer | Saint-Nicodème | Devant l'église Saint-Nicodème       |       | À déterminer | à géolocaliser | Monument aux morts |
| Monument aux morts | À déterminer | Tonquédec      | À côté de la collégiale Saint-Pierre |       | À déterminer | à géolocaliser | Monument aux morts |
| Monument aux morts | À déterminer | Trévérec       | À déterminer                         |       | À déterminer | à géolocaliser | Monument aux morts |

## Deux-Sèvres
Pour un article plus général, voir Liste des monuments aux morts dans les Deux-Sèvres.
| Œuvre                                                                | Auteur           | Commune                 | Localisation                                                                                      | Notes    | Installation | Coordonnées                        | Illustration                               |
| -------------------------------------------------------------------- | ---------------- | ----------------------- | ------------------------------------------------------------------------------------------------- | -------- | ------------ | ---------------------------------- | ------------------------------------------ |
| Monument aux morts                                                   | À déterminer     | Allonne                 | Dans le cimetière                                                                                 |          | À déterminer | à géolocaliser                     | Image manquante                            |
| Monument aux morts de 1914-1918                                      | À déterminer     | Amailloux               | Dans l'église Saint-Étienne                                                                       | Plaques. | À déterminer | à géolocaliser                     | Image manquante                            |
| Monument aux morts                                                   | À déterminer     | Aubigny                 | Dans le cimetière                                                                                 |          | 1921         | à géolocaliser                     | Image manquante                            |
| Monument aux morts                                                   | À déterminer     | Beaulieu-sous-Bressuire | Intersection de la rue de la Fontaine et la rue de la Providence (RD 175), à côté de l'école      |          | À déterminer | à géolocaliser                     | Image manquante                            |
| Monument aux morts                                                   | À déterminer     | Bouin                   | Dans le cimetière                                                                                 |          | À déterminer | à géolocaliser                     | Image manquante                            |
| Monument aux morts                                                   | À déterminer     | Boussais                | À côté de l'école                                                                                 |          | 1922         | à géolocaliser                     | Image manquante                            |
| Monument aux morts                                                   | À déterminer     | Clazay                  | Sur la place Alexandre Debaize, devant la mairie, à côté de l'église Saint-Savin-et-Saint-Cyprien |          | À déterminer | à géolocaliser                     | Monument aux morts                         |
| Monument aux morts                                                   | À déterminer     | Coulonges-Thouarsais    | Rue de Saint-Varent (RD 28)                                                                       |          | À déterminer | 46° 55′ 28″ nord, 0° 19′ 01″ ouest | Monument aux morts de Coulonges-Thouarsais |
| Monument aux morts                                                   | À déterminer     | La Boissière-en-Gâtine  | À côté du cimetière                                                                               |          | À déterminer | à géolocaliser                     | Image manquante                            |
| Monument aux morts                                                   | À déterminer     | La Chapelle-Bâton       | À côté du cimetière                                                                               |          | À déterminer | à géolocaliser                     | Image manquante                            |
| Poilu mourant avec drapeau couronné par un ange (monument aux morts) | Pierre Rouillard | La Chapelle-Thireuil    | Dans l'église Saint-Étienne                                                                       | Plaques. | À déterminer | à géolocaliser                     | Image manquante                            |
| Monument aux morts                                                   | À déterminer     | Saint-Jouin-de-Milly    | Sur la place de l'Église, au bord de la rue du Château (RD 175), à côté du cimetière              |          | À déterminer | 46° 45′ 15″ nord, 0° 37′ 13″ ouest | Monument aux morts de Saint-Jouin-de-Milly |
| Monument aux morts                                                   | À déterminer     | Terves                  | À côté de l'église                                                                                |          | À déterminer | à géolocaliser                     | Image manquante                            |
| Monument aux morts                                                   | À déterminer     | Vouhé                   | À l'entrée du cimetière                                                                           |          | À déterminer | à géolocaliser                     | Image manquante                            |

## Dordogne
| Œuvre              | Auteur       | Commune        | Localisation         | Notes | Installation | Coordonnées                      | Illustration       |
| ------------------ | ------------ | -------------- | -------------------- | ----- | ------------ | -------------------------------- | ------------------ |
| Monument aux morts | À déterminer | Fraisse        | À déterminer         |       | À déterminer | à géolocaliser                   | Monument aux morts |
| Monument aux morts | À déterminer | Rudeau-Ladosse | Cimetière de Ladosse |       | À déterminer | 45° 29′ 30″ nord, 0° 30′ 09″ est | Monument aux morts |
| Monument aux morts | À déterminer | Rudeau-Ladosse | Cimetière de Rudeau  |       | À déterminer | 45° 29′ 11″ nord, 0° 33′ 04″ est | Monument aux morts |

## Doubs
Pour un article plus général, voir Liste des monuments aux morts dans le Doubs.
| Œuvre                                                             | Auteur                                       | Commune                      | Localisation                                                                                    | Notes              | Installation | Coordonnées                      | Illustration                                                                                            |
| ----------------------------------------------------------------- | -------------------------------------------- | ---------------------------- | ----------------------------------------------------------------------------------------------- | ------------------ | ------------ | -------------------------------- | --- |
| Monument aux morts                                                | À déterminer                                 | Abbans-Dessous               | À côté de l'église de l'Assomption                                                              |                    | À déterminer | à géolocaliser                   | Monument aux morts                                                                                      |
| Monument aux morts                                                | À déterminer                                 | Adam-lès-Vercel              | Devant la mairie                                                                                |                    | 1920         | à géolocaliser                   | Monument aux morts                                                                                      |
| Monument aux morts                                                | À déterminer                                 | Aïssey                       | En face de la mairie                                                                            |                    | À déterminer | à géolocaliser                   | Monument aux morts                                                                                      |
| Monument aux morts                                                | À déterminer                                 | Amancey                      | À déterminer                                                                                    |                    | À déterminer | à géolocaliser                   | Monument aux morts                                                                                      |
| Monument aux morts                                                | À déterminer                                 | Amondans                     | À déterminer                                                                                    |                    | À déterminer | à géolocaliser                   | Monument aux morts                                                                                      |
| Monument aux morts                                                | À déterminer                                 | Anteuil                      | À déterminer                                                                                    |                    | À déterminer | à géolocaliser                   | Monument aux morts                                                                                      |
| Monument aux morts                                                | À déterminer                                 | Aubonne                      | Devant l'église                                                                                 |                    | À déterminer | à géolocaliser                   | Monument aux morts                                                                                      |
| Monument aux morts                                                | À déterminer                                 | Bians-les-Usiers             | Sur le parvis de l'église, à l'intersection de la route du Val (RD 48) et de la rue de l'Église |                    | À déterminer | 46° 57′ 38″ nord, 6° 16′ 08″ est | Monument aux morts de Bians-les-Usiers                                                                  |
| Monument aux morts                                                | À déterminer                                 | Bolandoz                     |                                                                                                 |                    | À déterminer | à géolocaliser                   | Monument aux morts                                                                                      |
| Monument aux morts                                                | Copie d'après Paul Aubert                    | Brey-et-Maison-du-Bois       | À côté de l'église Saint-Sébastien                                                              |                    | À déterminer | à géolocaliser                   | Monument aux morts« Monument aux morts de 1914-1918 à Le Brey », sur À nos grands hommes                |
| Monument aux morts                                                | À déterminer                                 | Cernay-l'Église              | À déterminer                                                                                    |                    | À déterminer | à géolocaliser                   | Monument aux morts                                                                                      |
| Monument aux morts                                                | À déterminer                                 | Chapelle-d'Huin              | À côté de l'église Notre-Dame de l'Assomption                                                   |                    | À déterminer | à géolocaliser                   | Monument aux morts                                                                                      |
| Monument aux morts                                                | À déterminer                                 | Cussey-sur-Lison             | À déterminer                                                                                    |                    | À déterminer | à géolocaliser                   | Monument aux morts                                                                                      |
| Monument aux morts                                                | À déterminer                                 | Dommartin                    | Entre la mairie et l'église Saint-Martin, au bord de la rue de l'École (RD 305)                 |                    | À déterminer | 46° 55′ 25″ nord, 6° 18′ 27″ est | Monument aux morts de Dommartin                                                                         |
| Monument aux morts                                                | À déterminer                                 | Dompierre-les-Tilleuls       | Entre la mairie et l'église Saint-Pierre et Saint-Paul                                          |                    | À déterminer | à géolocaliser                   | Monument aux morts« Monument aux morts de 1914-1918 à Dompierre-les-Tilleuls », sur À nos grands hommes |
| Monument aux morts                                                | Jules Guillin et copie d'après Étienne Camus | Éternoz                      | Dans le cimetière, rue de l'Église                                                              |                    | À déterminer | 47° 00′ 27″ nord, 6° 01′ 47″ est | Monument aux morts d'Éternoz                                                                            |
| Monument aux morts                                                | À déterminer                                 | Fessevillers                 | À déterminer                                                                                    |                    | À déterminer | à géolocaliser                   | Monument aux morts                                                                                      |
| Monument aux morts                                                | À déterminer                                 | Flagey                       | À déterminer                                                                                    |                    | À déterminer | à géolocaliser                   | Monument aux morts                                                                                      |
| Monument aux morts                                                | À déterminer                                 | La Planée                    | À déterminer                                                                                    |                    | À déterminer | à géolocaliser                   | Monument aux morts                                                                                      |
| Monument aux morts                                                | À déterminer                                 | Labergement-du-Navois        | À côté de l'église Saint-Léonard                                                                |                    | À déterminer | à géolocaliser                   | Monument aux morts                                                                                      |
| Monument aux morts                                                | À déterminer                                 | Labergement-Sainte-Marie     | Dans le cimetière, à côté de l'église Saint-Théodule                                            |                    | À déterminer | à géolocaliser                   | Image manquante                                                                                         |
| Monument aux morts                                                | À déterminer                                 | Laval-le-Prieuré             | Dans l'église Saint-Sulpice                                                                     |                    | À déterminer | à géolocaliser                   | Monument aux morts                                                                                      |
| Monument aux morts                                                | À déterminer                                 | Le Bélieu                    | À côté de l'église Saint-François-d'Assise                                                      |                    | À déterminer | à géolocaliser                   | Image manquante                                                                                         |
| Monument aux morts                                                | À déterminer                                 | Le Luhier                    | À déterminer                                                                                    |                    | À déterminer | à géolocaliser                   | Monument aux morts                                                                                      |
| Monument aux morts                                                | À déterminer                                 | Les Grangettes               | Dans le cimetière, à côté de l'église de la Nativité-de-Saint-Jean-Baptiste                     |                    | À déterminer | à géolocaliser                   | Monument aux morts                                                                                      |
| Monument aux morts                                                | À déterminer                                 | Les Plains-et-Grands-Essarts | Intersection de la rue Principale (RD 201) et de la rue de l'Église                             |                    | À déterminer | 47° 18′ 11″ nord, 6° 53′ 36″ est | Monument aux morts des Plains-et-Grands-Essarts                                                         |
| Monument aux morts                                                | À déterminer                                 | Longeville                   |                                                                                                 |                    | À déterminer | à géolocaliser                   | Monument aux morts                                                                                      |
| Monument aux morts                                                | À déterminer                                 | Montmahoux                   | En face de l'église Saint-Point                                                                 |                    | À déterminer | à géolocaliser                   | Monument aux morts                                                                                      |
| Monument aux morts                                                | À déterminer                                 | Noël-Cerneux                 | À déterminer                                                                                    |                    | À déterminer | à géolocaliser                   | Monument aux morts                                                                                      |
| Monument aux morts                                                | À déterminer                                 | Ouhans                       | Sur le parvis de l'église Saint-Maurice                                                         |                    | À déterminer | 46° 59′ 55″ nord, 6° 17′ 38″ est | Monument aux morts d'Ouhans et de Renédale                                                              |
| Monument aux morts                                                | À déterminer                                 | Remoray-Boujeons             | À déterminer                                                                                    |                    | À déterminer | à géolocaliser                   | Monument aux morts                                                                                      |
| Monument aux morts                                                | À déterminer                                 | Saint-Point-Lac              | Dans le cimetière                                                                               |                    | À déterminer | 46° 48′ 49″ nord, 6° 18′ 08″ est | Monument aux morts de Saint-Point-Lac                                                                   |
| Monument aux morts                                                | À déterminer                                 | Sombacour                    | À déterminer                                                                                    | Inscrit MH (2022). | À déterminer | à géolocaliser                   | Monument aux morts                                                                                      |
| Monument aux morts                                                | À déterminer                                 | Vernierfontaine              | À déterminer                                                                                    |                    | À déterminer | à géolocaliser                   | Monument aux morts                                                                                      |
| Monument aux morts dans les combats des 24, 25 et 26 janvier 1871 | À déterminer                                 | Vorges-les-Pins              | Sur le mont Gardot                                                                              |                    | À déterminer | à géolocaliser                   | Monument aux morts dans les combats des 24, 25 et 26 janvier 1871                                       |
| Monument aux morts                                                | À déterminer                                 | Vuillecin                    | Intersection de la rue de Traverse et de la rue de Pontarlier (RD 130E), à côté de la mairie    |                    | À déterminer | 46° 56′ 20″ nord, 6° 19′ 21″ est | Monument aux morts de Vuillecin                                                                         |

## Essonne
Pour un article plus général, voir Liste des monuments aux morts de l'Essonne.
| Œuvre                           | Auteur       | Commune              | Localisation      | Notes | Installation | Coordonnées    | Illustration    |
| ------------------------------- | ------------ | -------------------- | ----------------- | ----- | ------------ | -------------- | --------------- |
| Monument aux morts de 1914-1918 | À déterminer | Boutigny-sur-Essonne | Dans le cimetière |       | À déterminer | à géolocaliser | Image manquante |

## Eure
Pour un article plus général, voir Liste des monuments aux morts dans l'Eure.
| Œuvre              | Auteur       | Commune              | Localisation | Notes | Installation | Coordonnées    | Illustration       |
| ------------------ | ------------ | -------------------- | ------------ | ----- | ------------ | -------------- | ------------------ |
| Monument aux morts | À déterminer | La Chapelle-Gauthier | À déterminer |       | À déterminer | à géolocaliser | Monument aux morts |
| Monument aux morts | À déterminer | Saint-Léger-de-Rôtes | À déterminer |       | À déterminer | à géolocaliser | Monument aux morts |

## Finistère
| Œuvre                          | Auteur       | Commune              | Localisation                                     | Notes | Installation | Coordonnées    | Illustration                   |
| ------------------------------ | ------------ | -------------------- | ------------------------------------------------ | ----- | ------------ | -------------- | ------------------------------ |
| Monument aux morts             | À déterminer | Argol                | À déterminer                                     |       | À déterminer | à géolocaliser | Monument aux morts             |
| Monument aux morts             | À déterminer | Bodilis              | À déterminer                                     |       | À déterminer | à géolocaliser | Monument aux morts             |
| Monument aux morts             | À déterminer | Botsorhel            | À côté de l'église Saint-Georges                 |       | À déterminer | à géolocaliser | Monument aux morts             |
| Monument aux morts             | À déterminer | Bourg-Blanc          | À déterminer                                     |       | À déterminer | à géolocaliser | Monument aux morts             |
| Monument aux morts             | À déterminer | Brélès               | À déterminer                                     |       | À déterminer | à géolocaliser | Monument aux morts             |
| Monument aux morts de Plouguer | À déterminer | Carhaix-Plouguer     | À déterminer                                     |       | À déterminer | à géolocaliser | Monument aux morts de Plouguer |
| Monument aux morts             | À déterminer | Cast                 | À déterminer                                     |       | À déterminer | à géolocaliser | Monument aux morts             |
| Monument aux morts             | À déterminer | Cléden-Cap-Sizun     | À déterminer                                     |       | À déterminer | à géolocaliser | Monument aux morts             |
| Monument aux morts             | À déterminer | Clohars-Fouesnant    | À déterminer                                     |       | À déterminer | à géolocaliser | Monument aux morts             |
| Monument aux morts             | À déterminer | Coat-Méal            | À déterminer                                     |       | À déterminer | à géolocaliser | Monument aux morts             |
| Monument aux morts             | À déterminer | Collorec             | À déterminer                                     |       | À déterminer | à géolocaliser | Monument aux morts             |
| Monument aux morts             | À déterminer | Dinéault             | À côté de l'église Sainte-Marie-Madeleine        |       | À déterminer | à géolocaliser | Monument aux morts             |
| Monument aux morts             | À déterminer | Dirinon              | À déterminer                                     |       | À déterminer | à géolocaliser | Monument aux morts             |
| Monument aux morts             | À déterminer | Gouézec              | À côté de l'église Saint-Pierre                  |       | À déterminer | à géolocaliser | Monument aux morts             |
| Monument aux morts             | À déterminer | Guimiliau            | Dans le cimetière                                |       | À déterminer | à géolocaliser | Monument aux morts             |
| Monument aux morts             | À déterminer | Guipronvel           | À déterminer                                     |       | À déterminer | à géolocaliser | Monument aux morts             |
| Monument aux morts             | À déterminer | Guissény             | Dans le cimetière                                |       | À déterminer | à géolocaliser | Monument aux morts             |
| Monument aux morts             | À déterminer | Henvic               | À déterminer                                     |       | À déterminer | à géolocaliser | Monument aux morts             |
| Monument aux morts             | À déterminer | Irvillac             | Au chevet de l'église Saint-Pierre               |       | À déterminer | à géolocaliser | Monument aux morts             |
| Monument aux morts             | À déterminer | Kernilis             | À déterminer                                     |       | À déterminer | à géolocaliser | Monument aux morts             |
| Monument aux morts             | À déterminer | Kernouës             | À déterminer                                     |       | À déterminer | à géolocaliser | Monument aux morts             |
| Monument aux morts             | À déterminer | Kersaint-Plabennec   | À déterminer                                     |       | À déterminer | à géolocaliser | Monument aux morts             |
| Monument aux morts             | À déterminer | La Martyre           | À déterminer                                     |       | À déterminer | à géolocaliser | Monument aux morts             |
| Monument aux morts             | À déterminer | La Roche-Maurice     | À déterminer                                     |       | À déterminer | à géolocaliser | Monument aux morts             |
| Monument aux morts             | À déterminer | Lampaul-Plouarzel    | À déterminer                                     |       | À déterminer | à géolocaliser | Monument aux morts             |
| Monument aux morts             | À déterminer | Lanarvily            | À déterminer                                     |       | À déterminer | à géolocaliser | Monument aux morts             |
| Monument aux morts             | À déterminer | Landunvez            | À déterminer                                     |       | À déterminer | à géolocaliser | Monument aux morts             |
| Monument aux morts             | À déterminer | Lanhouarneau         | À déterminer                                     |       | À déterminer | à géolocaliser | Monument aux morts             |
| Monument aux morts             | À déterminer | Lanildut             | À déterminer                                     |       | À déterminer | à géolocaliser | Monument aux morts             |
| Monument aux morts             | À déterminer | Laz                  | À déterminer                                     |       | À déterminer | à géolocaliser | Monument aux morts             |
| Monument aux morts             | À déterminer | Le Cloître-Pleyben   | À déterminer                                     |       | À déterminer | à géolocaliser | Monument aux morts             |
| Monument aux morts             | À déterminer | Le Drennec           | À déterminer                                     |       | À déterminer | à géolocaliser | Monument aux morts             |
| Monument aux morts             | À déterminer | Le Trévoux           | Au chevet de l'église Saint-Pierre-et-Saint-Paul |       | À déterminer | à géolocaliser | Monument aux morts             |
| Monument aux morts             | À déterminer | Loc-Brévalaire       | À déterminer                                     |       | À déterminer | à géolocaliser | Monument aux morts             |
| Monument aux morts             | À déterminer | Loc-Eguiner          | À déterminer                                     |       | À déterminer | à géolocaliser | Monument aux morts             |
| Monument aux morts             | À déterminer | Locmaria-Plouzané    | À déterminer                                     |       | À déterminer | à géolocaliser | Monument aux morts             |
| Monument aux morts             | À déterminer | Logonna-Quimerc'h    | À déterminer                                     |       | À déterminer | à géolocaliser | Monument aux morts             |
| Monument aux morts             | À déterminer | Lopérec              | À déterminer                                     |       | À déterminer | à géolocaliser | Monument aux morts             |
| Monument aux morts             | À déterminer | Loperhet             | À déterminer                                     |       | À déterminer | à géolocaliser | Monument aux morts             |
| Monument aux morts             | À déterminer | Loqueffret           | À déterminer                                     |       | À déterminer | à géolocaliser | Monument aux morts             |
| Monument aux morts             | À déterminer | Lothey               | À déterminer                                     |       | À déterminer | à géolocaliser | Monument aux morts             |
| Monument aux morts             | À déterminer | Mahalon              | À déterminer                                     |       | À déterminer | à géolocaliser | Monument aux morts             |
| Monument aux morts             | À déterminer | Plabennec            | À déterminer                                     |       | À déterminer | à géolocaliser | Monument aux morts             |
| Monument aux morts             | À déterminer | Pleuven              | À côté de l'église Saint-Mathurin                |       | À déterminer | à géolocaliser | Monument aux morts             |
| Monument aux morts             | À déterminer | Plobannalec-Lesconil | À côté de l'église Saint-Alour                   |       | À déterminer | à géolocaliser | Monument aux morts             |
| Monument aux morts             | À déterminer | Plomelin             | À déterminer                                     |       | À déterminer | à géolocaliser | Monument aux morts             |
| Monument aux morts             | À déterminer | Plonéour-Lanvern     | À déterminer                                     |       | À déterminer | à géolocaliser | Monument aux morts             |
| Monument aux morts             | À déterminer | Ploudalmézeau        | À côté de l'église Saint-Pierre-et-Saint-Vincent |       | À déterminer | à géolocaliser | Monument aux morts             |
| Monument aux morts             | À déterminer | Ploudiry             | À déterminer                                     |       | À déterminer | à géolocaliser | Monument aux morts             |
| Monument aux morts             | À déterminer | Plouénan             | À déterminer                                     |       | À déterminer | à géolocaliser | Monument aux morts             |
| Monument aux morts             | À déterminer | Plougar              | À déterminer                                     |       | À déterminer | à géolocaliser | Monument aux morts             |
| Monument aux morts             | À déterminer | Plougoulm            | À déterminer                                     |       | À déterminer | à géolocaliser | Monument aux morts             |
| Monument aux morts             | À déterminer | Plouvorn             | À déterminer                                     |       | À déterminer | à géolocaliser | Monument aux morts             |
| Monument aux morts             | À déterminer | Plounéventer         | À déterminer                                     |       | À déterminer | à géolocaliser | Monument aux morts             |
| Monument aux morts             | À déterminer | Rumengol             | À déterminer                                     |       | À déterminer | à géolocaliser | Monument aux morts             |
| Monument aux morts             | À déterminer | Saint-Derrien        | À déterminer                                     |       | À déterminer | à géolocaliser | Monument aux morts             |
| Monument aux morts             | À déterminer | Saint-Goazec         | À déterminer                                     |       | À déterminer | à géolocaliser | Monument aux morts             |
| Monument aux morts             | À déterminer | Saint-Méen           | À déterminer                                     |       | À déterminer | à géolocaliser | Monument aux morts             |
| Monument aux morts             | À déterminer | Saint-Rivoal         | À déterminer                                     |       | À déterminer | à géolocaliser | Monument aux morts             |
| Monument aux morts             | À déterminer | Saint-Servais        | À déterminer                                     |       | À déterminer | à géolocaliser | Monument aux morts             |
| Monument aux morts             | À déterminer | Saint-Thonan         | À déterminer                                     |       | À déterminer | à géolocaliser | Monument aux morts             |
| Monument aux morts             | À déterminer | Saint-Vougay         | À déterminer                                     |       | À déterminer | à géolocaliser | Monument aux morts             |
| Monument aux morts             | À déterminer | Tréflaouénan         | Au chevet de l'église Saint-Léonor               |       | À déterminer | à géolocaliser | Monument aux morts             |
| Monument aux morts             | À déterminer | Trémaouézan          | À déterminer                                     |       | À déterminer | à géolocaliser | Monument aux morts             |

## Gers
Pour un article plus général, voir Liste des monuments aux morts dans le Gers.
| Œuvre              | Auteur       | Commune             | Localisation                                         | Notes | Installation | Coordonnées                      | Illustration                  |
| ------------------ | ------------ | ------------------- | ---------------------------------------------------- | ----- | ------------ | -------------------------------- | ----------------------------- |
| Monument aux morts | À déterminer | Arrouède            | Sur la place de l'église Saint-Pierre                |       | À déterminer | 43° 21′ 36″ nord, 0° 35′ 09″ est | Monument aux morts d'Arrouède |
| Monument aux morts | À déterminer | Artiguedieu         | Dans l'église Notre-Dame-de-l'Assomption             |       | À déterminer | à géolocaliser                   | Monument aux morts            |
| Monument aux morts | À déterminer | Aurimont            | En face de l'église Saint-Loup, au bord de la RD 217 |       | À déterminer | à géolocaliser                   | Monument aux morts            |
| Monument aux morts | À déterminer | Bernède             | À gauche du portail de l'église Saint-Leu            |       | À déterminer | à géolocaliser                   | Monument aux morts            |
| Monument aux morts | À déterminer | Bernède             | À droite du portail de l'église Saint-Leu            |       | À déterminer | à géolocaliser                   | Monument aux morts            |
| Monument aux morts | À déterminer | Betplan             | En face de la mairie.                                |       | À déterminer | à géolocaliser                   | Monument aux morts            |
| Monument aux morts | À déterminer | Boucagnères         | À côté de la salle des fêtes                         |       | À déterminer | à géolocaliser                   | Monument aux morts            |
| Monument aux morts | À déterminer | Couloumé-Mondebat   | À déterminer                                         |       | À déterminer | à géolocaliser                   | Monument aux morts            |
| Monument aux morts | À déterminer | Cuélas              | À déterminer                                         |       | À déterminer | à géolocaliser                   | Monument aux morts            |
| Monument aux morts | À déterminer | Gazax-et-Baccarisse | À déterminer                                         |       | À déterminer | à géolocaliser                   | Monument aux morts            |
| Monument aux morts | À déterminer | Goutz               | À déterminer                                         |       | À déterminer | à géolocaliser                   | Monument aux morts            |
| Monument aux morts | À déterminer | Goux                | Sous le porche de l'église                           |       | À déterminer | à géolocaliser                   | Monument aux morts            |
| Monument aux morts | À déterminer | Labrihe             | À déterminer                                         |       | À déterminer | à géolocaliser                   | Monument aux morts            |
| Monument aux morts | À déterminer | Réans               | À déterminer                                         |       | À déterminer | à géolocaliser                   | Monument aux morts            |
| Monument aux morts | À déterminer | Sainte-Radegonde    | À déterminer                                         |       | À déterminer | à géolocaliser                   | Monument aux morts            |
| Monument aux morts | À déterminer | Urdens              | À déterminer                                         |       | À déterminer | à géolocaliser                   | Monument aux morts            |

## Gironde
Pour un article plus général, voir Liste des monuments aux morts en Gironde.
| Œuvre              | Auteur       | Commune             | Localisation                                              | Notes | Installation | Coordonnées    | Illustration       |
| ------------------ | ------------ | ------------------- | --------------------------------------------------------- | ----- | ------------ | -------------- | ------------------ |
| Monument aux morts | À déterminer | Auriolles           | À déterminer                                              |       | À déterminer | à géolocaliser | Monument aux morts |
| Monument aux morts | À déterminer | Balizac             | À déterminer                                              |       | À déterminer | à géolocaliser | Monument aux morts |
| Monument aux morts | À déterminer | Berthez             | À déterminer                                              |       | À déterminer | à géolocaliser | Monument aux morts |
| Monument aux morts | À déterminer | Bourdelles          | Dans le cimetière                                         |       | À déterminer | à géolocaliser | Monument aux morts |
| Monument aux morts | À déterminer | Brouqueyran         | À déterminer                                              |       | À déterminer | à géolocaliser | Monument aux morts |
| Monument aux morts | À déterminer | Cardan              | Dans le cimetière                                         |       | À déterminer | à géolocaliser | Monument aux morts |
| Monument aux morts | À déterminer | Coimères            | Dans le cimetière                                         |       | À déterminer | à géolocaliser | Monument aux morts |
| Monument aux morts | À déterminer | Coutures            | À déterminer                                              |       | À déterminer | à géolocaliser | Monument aux morts |
| Monument aux morts | À déterminer | Daubèze             | À déterminer                                              |       | À déterminer | à géolocaliser | Monument aux morts |
| Monument aux morts | À déterminer | Fossès-et-Baleyssac | Dans le cimetière                                         |       | À déterminer | à géolocaliser | Monument aux morts |
| Monument aux morts | À déterminer | Gans                | À déterminer                                              |       | À déterminer | à géolocaliser | Monument aux morts |
| Monument aux morts | À déterminer | Jugazan             | Sous le porche de l'église Saint-Martin                   |       | À déterminer | à géolocaliser | Monument aux morts |
| Monument aux morts | À déterminer | Lados               | À déterminer                                              |       | À déterminer | à géolocaliser | Monument aux morts |
| Monument aux morts | À déterminer | Lavazan             | Dans le cimetière                                         |       | À déterminer | à géolocaliser | Monument aux morts |
| Monument aux morts | À déterminer | Loupiac-de-la-Réole | À déterminer                                              |       | À déterminer | à géolocaliser | Monument aux morts |
| Monument aux morts | À déterminer | Lucmau              | À déterminer                                              |       | À déterminer | à géolocaliser | Monument aux morts |
| Monument aux morts | À déterminer | Masseilles          | À déterminer                                              |       | À déterminer | à géolocaliser | Monument aux morts |
| Monument aux morts | À déterminer | Mongauzy            | Dans le cimetière, à côté de l'église Saint-André-du-Garn |       | À déterminer | à géolocaliser | Monument aux morts |
| Monument aux morts | À déterminer | Valeyrac            | À déterminer                                              |       | À déterminer | à géolocaliser | Monument aux morts |

## Haute-Corse
| Œuvre              | Auteur       | Commune   | Localisation                                | Notes | Installation | Coordonnées    | Illustration       |
| ------------------ | ------------ | --------- | ------------------------------------------- | ----- | ------------ | -------------- | ------------------ |
| Monument aux morts | À déterminer | Pioggiola | Près de la chapelle de confrérie San Parteu |       | À déterminer | à géolocaliser | Monument aux morts |

## Haute-Garonne
| Œuvre              | Auteur       | Commune       | Localisation                                        | Notes | Installation | Coordonnées    | Illustration       |
| ------------------ | ------------ | ------------- | --------------------------------------------------- | ----- | ------------ | -------------- | ------------------ |
| Monument aux morts | À déterminer | Aspret-Sarrat | À côté de l'église Saint-Fiacre                     |       | À déterminer | à géolocaliser | Monument aux morts |
| Monument aux morts | À déterminer | Bachas        | À déterminer                                        |       | À déterminer | à géolocaliser | Monument aux morts |
| Monument aux morts | À déterminer | Bax           | Dans le cimetière, à côté de l'église Saint-Ferréol |       | À déterminer | à géolocaliser | Monument aux morts |
| Monument aux morts | À déterminer | Mauvaisin     | À déterminer                                        |       | À déterminer | à géolocaliser | Monument aux morts |
| Monument aux morts | À déterminer | Nizan-Gesse   | À déterminer                                        |       | À déterminer | à géolocaliser | Monument aux morts |
| Monument aux morts | À déterminer | Pibrac        | À déterminer                                        |       | À déterminer | à géolocaliser | Monument aux morts |
| Monument aux morts | À déterminer | Savarthès     | À déterminer                                        |       | À déterminer | à géolocaliser | Monument aux morts |

## Haute-Loire
| Œuvre              | Auteur       | Commune             | Localisation | Notes | Installation | Coordonnées    | Illustration       |
| ------------------ | ------------ | ------------------- | ------------ | ----- | ------------ | -------------- | ------------------ |
| Monument aux morts | À déterminer | La Chomette         | À déterminer |       | À déterminer | à géolocaliser | Monument aux morts |
| Monument aux morts | À déterminer | Montfaucon-en-Velay | À déterminer |       | À déterminer | à géolocaliser | Monument aux morts |

## Haute-Marne
| Œuvre              | Auteur       | Commune              | Localisation               | Notes | Installation | Coordonnées    | Illustration       |
| ------------------ | ------------ | -------------------- | -------------------------- | ----- | ------------ | -------------- | ------------------ |
| Monument aux morts | À déterminer | Aprey                | À déterminer               |       | À déterminer | à géolocaliser | Monument aux morts |
| Monument aux morts | À déterminer | Braux-le-Châtel      | À déterminer               |       | À déterminer | à géolocaliser | Monument aux morts |
| Monument aux morts | À déterminer | Briaucourt           | À déterminer               |       | À déterminer | à géolocaliser | Monument aux morts |
| Monument aux morts | À déterminer | Frampas              | Dans le cimetière communal |       | À déterminer | à géolocaliser | Monument aux morts |
| Monument aux morts | À déterminer | Foulain              | À déterminer               |       | À déterminer | à géolocaliser | Monument aux morts |
| Monument aux morts | À déterminer | Lachapelle-en-Blaisy | À déterminer               |       | À déterminer | à géolocaliser | Monument aux morts |
| Monument aux morts | À déterminer | Percey-le-Pautel     | À déterminer               |       | À déterminer | à géolocaliser | Monument aux morts |

## Haute-Saône
| Œuvre              | Auteur       | Commune      | Localisation | Notes | Installation | Coordonnées    | Illustration       |
| ------------------ | ------------ | ------------ | ------------ | ----- | ------------ | -------------- | ------------------ |
| Monument aux morts | À déterminer | Chaumercenne | À déterminer |       | À déterminer | à géolocaliser | Monument aux morts |

## Haute-Savoie
| Œuvre              | Auteur       | Commune     | Localisation         | Notes | Installation | Coordonnées    | Illustration       |
| ------------------ | ------------ | ----------- | -------------------- | ----- | ------------ | -------------- | ------------------ |
| Monument aux morts | À déterminer | Le Reposoir | à gauche de l'église |       | À déterminer | à géolocaliser | Monument aux morts |

## Hautes-Alpes
| Œuvre              | Auteur       | Commune    | Localisation | Notes | Installation | Coordonnées    | Illustration       |
| ------------------ | ------------ | ---------- | ------------ | ----- | ------------ | -------------- | ------------------ |
| Monument aux morts | À déterminer | Montmorin  | À déterminer |       | À déterminer | à géolocaliser | Monument aux morts |
| Monument aux morts | À déterminer | Rochebrune | À déterminer |       | À déterminer | à géolocaliser | Monument aux morts |

## Hautes-Pyrénées
Pour un article plus général, voir Liste des monuments aux morts des Hautes-Pyrénées.
| Œuvre              | Auteur             | Commune              | Localisation                                                        | Notes | Installation     | Coordonnées                        | Illustration       |
| ------------------ | ------------------ | -------------------- | ------------------------------------------------------------------- | ----- | ---------------- | ---------------------------------- | ------------------ |
| Monument aux morts | À déterminer       | Adast                | Devant l'église Saint-Barthélemy                                    |       | À déterminer     | 42° 58′ 25″ nord, 0° 04′ 47″ ouest | Monument aux morts |
| Monument aux morts | À déterminer       | Arcizans-Avant       | Parvis de l'église Saint-Martin                                     |       | À déterminer     | 42° 59′ 18″ nord, 0° 06′ 18″ ouest | Monument aux morts |
| Monument aux morts | Non connu          | Arrayou-Lahitte      | Devant l'église Saint-Michel de Lahitte-ez-Angles                   |       | À déterminer     | 43° 05′ 34″ nord, 0° 02′ 25″ est   | Monument aux morts |
| Monument aux morts | Antoine Capderoque | Artalens-Souin       | Dans le cimetière communal de l'église Saint-Pierre d'Artalens      |       | À déterminer     | 42° 58′ 31″ nord, 0° 02′ 51″ ouest | Monument aux morts |
| Monument aux morts | Non connu          | Artiguemy            | Entre l'église de l’Assomption et la mairie                         |       | À déterminer     | 43° 07′ 33″ nord, 0° 14′ 44″ est   | Monument aux morts |
| Monument aux morts | Non connu          | Asque                | À côté de la mairie                                                 |       | À déterminer     | 43° 02′ 38″ nord, 0° 15′ 21″ est   | Monument aux morts |
| Monument aux morts | Non connu          | Barthe               | Devant l'église Saint-Exupère                                       |       | À déterminer     | 43° 16′ 58″ nord, 0° 28′ 20″ est   | Monument aux morts |
| Monument aux morts | Société Voldoire   | Bartrès              | À côté de l'église Saint-Jean-Baptiste                              |       | 11 novembre 2003 | 43° 07′ 27″ nord, 0° 02′ 54″ ouest | Monument aux morts |
| Monument aux morts | Non connu          | Benqué-Molère        | À côté de l'église Saint-Étienne de Benqué                          |       | À déterminer     | 43° 05′ 38″ nord, 0° 16′ 58″ est   | Monument aux morts |
| Monument aux morts | Non connu          | Beyrède-Jumet-Camous | À côté de l'église Saint-Laurent de Camous                          |       | À déterminer     | 42° 56′ 42″ nord, 0° 22′ 30″ est   | Monument aux morts |
| Monument aux morts | Non connu          | Bourg-de-Bigorre     | Devant l'église Saint-Pierre                                        |       | À déterminer     | 43° 05′ 27″ nord, 0° 15′ 41″ est   | Monument aux morts |
| Monument aux morts | Non connu          | Burg                 | Dans le cimetière communal de l'église Saint-Laurent                |       | À déterminer     | 43° 11′ 20″ nord, 0° 19′ 33″ est   | Monument aux morts |
| Monument aux morts | Non connu          | Castillon            | Place devant l'église Saint-Laurent                                 |       | À déterminer     | 43° 05′ 20″ nord, 0° 12′ 53″ est   | Monument aux morts |
| Monument aux morts | Non connu          | Coussan              | Devant cimetière communal de l'église de l’Assomption               |       | À déterminer     | 43° 14′ 41″ nord, 0° 12′ 04″ est   | Monument aux morts |
| Monument aux morts | Non connu          | Esconnets            | Devant l'église Saint-Jacques                                       |       | À déterminer     | 43° 04′ 08″ nord, 0° 13′ 45″ est   | Monument aux morts |
| Monument aux morts | Non connu          | Gez                  | Près de l'église Saint-Germé                                        |       | 19 février 1922  | 43° 00′ 43″ nord, 0° 06′ 37″ ouest | Monument aux morts |
| Monument aux morts | Non connu          | Hères                | À côté de l'église Saint-Jean-Baptiste                              |       | À déterminer     | 43° 33′ 13″ nord, 0° 00′ 00″ ouest | Monument aux morts |
| Monument aux morts | Non connu          | Houeydets            | Entre l'église de la Nativité-de-la-Sainte-Vierge et la mairie      |       | À déterminer     | 43° 09′ 44″ nord, 0° 21′ 11″ est   | Monument aux morts |
| Monument aux morts | Non connu          | Hourc                | À côté de l'église Saint-Jean-l'Évangéliste                         |       | À déterminer     | 43° 14′ 58″ nord, 0° 10′ 14″ est   | Monument aux morts |
| Monument aux morts | Non connu          | Jacque               | Dans le cimetière communal de l'église de l’Assomption              |       | À déterminer     | 43° 19′ 08″ nord, 0° 12′ 53″ est   | Monument aux morts |
| Monument aux morts | Non connu          | Laslades             | Devant l'église Sainte-Foi                                          |       | À déterminer     | 43° 13′ 47″ nord, 0° 10′ 07″ est   | Monument aux morts |
| Monument aux morts | Non connu          | Luc                  | À côté de l'église Saint-Jean-l'Évangéliste                         |       | À déterminer     | 43° 09′ 19″ nord, 0° 10′ 41″ est   | Monument aux morts |
| Monument aux morts | Non connu          | Moumoulous           | À côté de la mairie                                                 |       | À déterminer     | 43° 21′ 37″ nord, 0° 14′ 29″ est   | Monument aux morts |
| Monument aux morts | Non connu          | Omex                 | Place du village                                                    |       | À déterminer     | 43° 04′ 34″ nord, 0° 04′ 51″ ouest | Monument aux morts |
| Monument aux morts | Non connu          | Pouyastruc           | Place devant la mairie                                              |       | À déterminer     | 43° 16′ 04″ nord, 0° 10′ 13″ est   | Monument aux morts |
| Monument aux morts | Non connu          | Puydarrieux          | À côté de l'église Exaltation-de-la-Sainte-Croix                    |       | À déterminer     | 43° 17′ 09″ nord, 0° 23′ 13″ est   | Monument aux morts |
| Monument aux morts | Non connu          | Saint-Pastous        | Entre l'église de l'Assomption et la mairie                         |       | À déterminer     | 43° 00′ 51″ nord, 0° 03′ 33″ ouest | Monument aux morts |
| Monument aux morts | Non connu          | Saligos              | Dans le cimetière de l'église Saint-Pierre-et-Saint-Paul de Saligos |       | À déterminer     | 42° 53′ 32″ nord, 0° 01′ 13″ ouest | Monument aux morts |
| Monument aux morts | Non connu          | Sanous               | Dans le cimetière communal                                          |       | À déterminer     | 43° 22′ 40″ nord, 0° 00′ 06″ est   | Monument aux morts |
| Monument aux morts | Non connu          | Sarlabous            | Dans le cimetière communal                                          |       | À déterminer     | 43° 04′ 40″ nord, 0° 16′ 37″ est   | Monument aux morts |
| Monument aux morts | Non connu          | Sazos                | Dans le cimetière communal de l'église Saint-Julien                 |       | À déterminer     | 42° 53′ 02″ nord, 0° 01′ 26″ ouest | Monument aux morts |
| Monument aux morts | Non connu          | Sentous              | À côté de l'église Saint-Ours                                       |       | À déterminer     | 43° 15′ 52″ nord, 0° 22′ 42″ est   | Monument aux morts |
| Monument aux morts | Non connu          | Sinzos               | À côté de l'église Saint-Martin                                     |       | À déterminer     | 43° 13′ 03″ nord, 0° 12′ 57″ est   | Monument aux morts |
| Monument aux morts | Non connu          | Vielle-Adour         | Dans le cimetière de l'église Saint-Jean-l'Évangéliste              |       | À déterminer     | 43° 08′ 42″ nord, 0° 06′ 47″ est   | Monument aux morts |

## Ille-et-Vilaine
Pour un article plus général, voir Liste des monuments aux morts en Ille-et-Vilaine.
| Œuvre                           | Auteur       | Commune              | Localisation                             | Notes | Installation | Coordonnées    | Illustration                    |
| ------------------------------- | ------------ | -------------------- | ---------------------------------------- | ----- | ------------ | -------------- | ------------------------------- |
| Monument aux morts              | À déterminer | Arbrissel            | À déterminer                             |       | À déterminer | à géolocaliser | Monument aux morts              |
| Monument aux morts              | À déterminer | Bourgbarré           | Dans le cimetière                        |       | À déterminer | à géolocaliser | Monument aux morts              |
| Monument aux morts              | À déterminer | Chaumeré             | À déterminer                             |       | À déterminer | à géolocaliser | Monument aux morts              |
| Monument aux morts de 1914-1918 | À déterminer | Coësmes              | Dans l'église Saint-Pierre               |       | À déterminer | à géolocaliser | Monument aux morts de 1914-1918 |
| Monument aux morts              | À déterminer | Combourg             | Dans l'église Notre-Dame-de-l'Assomption |       | À déterminer | à géolocaliser | Monument aux morts              |
| Monument aux morts              | À déterminer | Combourtillé         | Dans le cimetière                        |       | À déterminer | à géolocaliser | Monument aux morts              |
| Monument aux morts              | À déterminer | Dompierre-du-Chemin  | À déterminer                             |       | À déterminer | à géolocaliser | Monument aux morts              |
| Monument aux morts              | À déterminer | Gennes-sur-Seiche    | Dans l'église Saint-Sulpice              |       | À déterminer | à géolocaliser | Monument aux morts              |
| Monument aux morts              | À déterminer | Hirel                | À déterminer                             |       | À déterminer | à géolocaliser | Monument aux morts              |
| Monument aux morts              | À déterminer | La Chapelle-Erbrée   | Dans le cimetière                        |       | À déterminer | à géolocaliser | Monument aux morts              |
| Monument aux morts              | À déterminer | Marpiré              | À déterminer                             |       | À déterminer | à géolocaliser | Monument aux morts              |
| Monument aux morts              | À déterminer | Montreuil-des-Landes | Sur le parvis de l'église Notre-Dame     |       | À déterminer | à géolocaliser | Monument aux morts              |
| Monument aux morts              | À déterminer | Saint-Marcan         | Sur la place de l'église                 |       | À déterminer | à géolocaliser | Monument aux morts              |

## Indre
| Œuvre              | Auteur       | Commune           | Localisation | Notes | Installation | Coordonnées    | Illustration       |
| ------------------ | ------------ | ----------------- | ------------ | ----- | ------------ | -------------- | ------------------ |
| Monument aux morts | À déterminer | Buxières-d'Aillac | À déterminer |       | À déterminer | à géolocaliser | Monument aux morts |

## Indre-et-Loire
| Œuvre              | Auteur       | Commune | Localisation | Notes | Installation | Coordonnées    | Illustration       |
| ------------------ | ------------ | ------- | ------------ | ----- | ------------ | -------------- | ------------------ |
| Monument aux morts | À déterminer | Cussay  | À déterminer |       | À déterminer | à géolocaliser | Monument aux morts |

## Jura
Pour un article plus général, voir Liste des monuments aux morts dans le Jura.
| Œuvre                                            | Auteur                     | Commune             | Localisation                                                            | Notes | Installation | Coordonnées                      | Illustration                                     |
| ------------------------------------------------ | -------------------------- | ------------------- | ----------------------------------------------------------------------- | ----- | ------------ | -------------------------------- | ------------------------------------------------ |
| Monument aux morts d'Aresches et Thésy           | À déterminer               | Aresches            | RD 78                                                                   |       | À déterminer | 46° 54′ 05″ nord, 5° 54′ 41″ est | Monument aux morts d'Aresches et Thésy           |
| Monument aux morts de 1914-1918                  | À déterminer               | Baume-les-Messieurs | Dans l'église abbatiale Saint-Pierre                                    |       | À déterminer | à géolocaliser                   | Monument aux morts de 1914-1918                  |
| Monument aux morts                               | À déterminer               | Bellefontaine       | À côté de l'église Saint-Renobert                                       |       | À déterminer | 46° 33′ 31″ nord, 6° 04′ 00″ est | Monument aux morts de Bellefontaine              |
| Monument aux morts                               | À déterminer               | Besain              | À côté de l'église Saint-Jean-Baptiste                                  |       | À déterminer | 46° 47′ 02″ nord, 5° 47′ 48″ est | Monument aux morts de Besain                     |
| Monument aux résistants fusillés le 3 août 1944  | À déterminer               | Besain              | Rue de Crotenay                                                         |       | À déterminer | 46° 46′ 43″ nord, 5° 47′ 36″ est | Monument aux résistants fusillés le 3 août 1944  |
| Monument aux morts                               | Copie d'après Jules Déchin | Bief-du-Fourg       | À déterminer                                                            |       | À déterminer | à géolocaliser                   | Image manquante                                  |
| Monument aux morts                               | À déterminer               | Bois-d'Amont        | Dans le cimetière                                                       |       | À déterminer | 46° 32′ 07″ nord, 6° 08′ 16″ est | Monument aux morts de Bois-d'Amont               |
| Monument aux morts                               | À déterminer               | Bonnefontaine       | Dans le cimetière, à côté de l'église de l'Assomption-de-la-Vierge      |       | À déterminer | à géolocaliser                   | Monument aux morts                               |
| Monument aux morts de Charcier et de Charézier   | À déterminer               | Charcier            | Dans le cimetière                                                       |       | 1920         | à géolocaliser                   | Image manquante                                  |
| Monument aux morts                               | À déterminer               | Chille              | À déterminer                                                            |       | À déterminer | 46° 41′ 40″ nord, 5° 34′ 27″ est | Monument aux morts de Chille                     |
| Monument aux morts                               | À déterminer               | Esserval-Tartre     | Intersection de la Grande Rue et de la rue du Puits, à côté de l'église |       | À déterminer | 46° 48′ 31″ nord, 6° 02′ 43″ est | Monument aux morts d'Esserval-Tartre             |
| Monument aux morts                               | À déterminer               | Étival              | À déterminer                                                            |       | À déterminer | 46° 30′ 25″ nord, 5° 47′ 37″ est | Monument aux morts d'Étival                      |
| Monument aux morts                               | À déterminer               | Ivory               | À déterminer                                                            |       | À déterminer | à géolocaliser                   | Monument aux morts                               |
| Monument aux morts                               | À déterminer               | Le Fied             | À déterminer                                                            |       | À déterminer | 46° 46′ 12″ nord, 5° 42′ 54″ est | Monument aux morts du Fied                       |
| Monument aux morts                               | À déterminer               | Marigny             | Au chevet de l'église Saint-Théodule                                    |       | À déterminer | à géolocaliser                   | Monument aux morts                               |
| Monument aux morts                               | À déterminer               | Mérona              | À déterminer                                                            |       | À déterminer | 46° 33′ 20″ nord, 5° 38′ 07″ est | Monument aux morts de Mérona                     |
| Monument aux morts                               | À déterminer               | Mièges              | À côté de l'église Saint-Germain                                        |       | À déterminer | à géolocaliser                   | Monument aux morts                               |
| Monument aux morts                               | À déterminer               | Nevy-lès-Dole       | À côté de l'église Saint-Pierre-et-Saint-Paul                           |       | À déterminer | 47° 00′ 09″ nord, 5° 31′ 07″ est | Monument aux morts de Nevy-lès-Dole              |
| Monument aux morts                               | À déterminer               | Ney                 | Rue de l'Église                                                         |       | À déterminer | 46° 44′ 09″ nord, 5° 53′ 21″ est | Monument aux morts de Ney                        |
| Monument aux morts                               | À déterminer               | Plaisia             | Au chevet de l'église Saint-Étienne                                     |       | À déterminer | à géolocaliser                   | Monument aux morts                               |
| Monument aux maquisards morts le 27 juillet 1944 | À déterminer               | Saligney            | RD 15                                                                   |       | À déterminer | à géolocaliser                   | Monument aux maquisards morts le 27 juillet 1944 |

## Landes
Pour un article plus général, voir Liste des monuments aux morts dans les Landes.
| Œuvre              | Auteur       | Commune                 | Localisation                                        | Notes              | Installation | Coordonnées    | Illustration       |
| ------------------ | ------------ | ----------------------- | --------------------------------------------------- | ------------------ | ------------ | -------------- | ------------------ |
| Monument aux morts | À déterminer | Arsague                 | À côté de l'église Saint-Pierre                     |                    | À déterminer | à géolocaliser | Image manquante    |
| Monument aux morts | À déterminer | Biarrotte               | Dans le cimetière, à côté de l'église Saint-Étienne |                    | À déterminer | à géolocaliser | Monument aux morts |
| Monument aux morts | À déterminer | Cazalis                 | À déterminer                                        |                    | À déterminer | à géolocaliser | Monument aux morts |
| Monument aux morts | À déterminer | Commensacq              | À déterminer                                        |                    | À déterminer | à géolocaliser | Monument aux morts |
| Monument aux morts | À déterminer | Perquie                 | Dans le cimetière                                   | Inscrit MH (2014). | À déterminer | à géolocaliser | Image manquante    |
| Monument aux morts | À déterminer | Saint-Maurice-sur-Adour | Contre le chevet de l'église Saint-Maurice          |                    | À déterminer | à géolocaliser | Monument aux morts |
| Monument aux morts | À déterminer | Tilh                    | À côté de l'église Saint-Pierre-ès-Liens            |                    | À déterminer | à géolocaliser | Monument aux morts |
| Monument aux morts | À déterminer | Yzosse                  | Dans le cimetière                                   |                    | À déterminer | à géolocaliser | Image manquante    |

## Loir-et-Cher
| Œuvre              | Auteur       | Commune                            | Localisation                  | Notes | Installation | Coordonnées    | Illustration       |
| ------------------ | ------------ | ---------------------------------- | ----------------------------- | ----- | ------------ | -------------- | ------------------ |
| Monument aux morts | À déterminer | Bauzy                              | Dans le cimetière             |       | À déterminer | à géolocaliser | Image manquante    |
| Monument aux morts | À déterminer | Beauchêne                          | Dans le cimetière             |       | À déterminer | à géolocaliser | Image manquante    |
| Monument aux morts | À déterminer | Boisseau                           | Dans le cimetière             |       | À déterminer | à géolocaliser | Image manquante    |
| Monument aux morts | À déterminer | Fossé                              | Dans le cimetière             |       | 1923         | à géolocaliser | Image manquante    |
| Monument aux morts | À déterminer | La Chapelle-Saint-Martin-en-Plaine | Dans le cimetière             |       | 1921         | à géolocaliser | Monument aux morts |
| Monument aux morts | À déterminer | La Madeleine-Villefrouin           | Dans l'église de la Madeleine |       | À déterminer | à géolocaliser | Monument aux morts |

## Loire-Atlantique
Pour un article plus général, voir Liste des monuments aux morts en Loire-Atlantique.
| Œuvre              | Auteur       | Commune             | Localisation | Notes | Installation | Coordonnées    | Illustration       |
| ------------------ | ------------ | ------------------- | ------------ | ----- | ------------ | -------------- | ------------------ |
| Monument aux morts | À déterminer | Fay-de-Bretagne     | À déterminer |       | À déterminer | à géolocaliser | Monument aux morts |
| Monument aux morts | À déterminer | La Bernerie-en-Retz | À déterminer |       | À déterminer | à géolocaliser | Monument aux morts |
| Monument aux morts | À déterminer | La Turballe         | À déterminer |       | À déterminer | à géolocaliser | Monument aux morts |

## Loiret
Pour un article plus général, voir Liste des monuments aux morts dans le Loiret.
| Œuvre                      | Auteur       | Commune   | Localisation                    | Notes | Installation | Coordonnées    | Illustration               |
| -------------------------- | ------------ | --------- | ------------------------------- | ----- | ------------ | -------------- | -------------------------- |
| Monument aux morts de 1870 | À déterminer | Cercottes | À côté de l'église Saint-Martin |       | À déterminer | à géolocaliser | Monument aux morts de 1870 |

## Lot-et-Garonne
Pour un article plus général, voir Liste des monuments aux morts en Lot-et-Garonne.
| Œuvre              | Auteur       | Commune            | Localisation                         | Notes | Installation | Coordonnées    | Illustration       |
| ------------------ | ------------ | ------------------ | ------------------------------------ | ----- | ------------ | -------------- | ------------------ |
| Monument aux morts | À déterminer | Agmé               | À côté de l'église Saint-Vincent     |       | À déterminer | à géolocaliser | Image manquante    |
| Monument aux morts | À déterminer | Argenton           | Dans le cimetière                    |       | À déterminer | à géolocaliser | Monument aux morts |
| Monument aux morts | À déterminer | Doudrac            | À déterminer                         |       | À déterminer | à géolocaliser | Monument aux morts |
| Monument aux morts | À déterminer | Labretonie         | Dans le cimetière                    |       | À déterminer | à géolocaliser | Image manquante    |
| Monument aux morts | À déterminer | Mauvezin-sur-Gupie | Dans le cimetière                    |       | À déterminer | à géolocaliser | Monument aux morts |
| Monument aux morts | À déterminer | Montauriol         | Sur le parvis de l'église Saint-Jean |       | À déterminer | à géolocaliser | Monument aux morts |
| Monument aux morts | À déterminer | Montpouillan       | À côté de l'église Saint-Étienne     |       | 1922         | à géolocaliser | Monument aux morts |
| Monument aux morts | À déterminer | Peyrière           | À déterminer                         |       | À déterminer | à géolocaliser | Monument aux morts |
| Monument aux morts | À déterminer | Tourtrès           | À déterminer                         |       | À déterminer | à géolocaliser | Monument aux morts |

## Lozère
| Œuvre              | Auteur       | Commune             | Localisation | Notes | Installation | Coordonnées    | Illustration       |
| ------------------ | ------------ | ------------------- | ------------ | ----- | ------------ | -------------- | ------------------ |
| Monument aux morts | À déterminer | Saint-Chély-du-Tarn | À déterminer |       | À déterminer | à géolocaliser | Monument aux morts |

## Maine-et-Loire
| Œuvre              | Auteur       | Commune | Localisation | Notes | Installation | Coordonnées    | Illustration       |
| ------------------ | ------------ | ------- | ------------ | ----- | ------------ | -------------- | ------------------ |
| Monument aux morts | À déterminer | Drain   | À déterminer |       | À déterminer | à géolocaliser | Monument aux morts |

## Manche
Pour un article plus général, voir Liste des monuments aux morts dans la Manche.
| Œuvre                      | Auteur       | Commune                   | Localisation                                                                                       | Notes | Installation | Coordonnées                        | Illustration                                                                     |
| -------------------------- | ------------ | ------------------------- | -------------------------------------------------------------------------------------------------- | ----- | ------------ | ---------------------------------- | -------------------------------------------------------------------------------- |
| Monument aux morts         | À déterminer | Ancteville                | Dans le cimetière                                                                                  |       | À déterminer | à géolocaliser                     | Image manquante                                                                  |
| Monument aux morts         | À déterminer | Aucey-la-Plaine           | À côté de l'église Notre-Dame                                                                      |       | À déterminer | à géolocaliser                     | Monument aux morts« Monument aux morts d'Aucey-la-Plaine », sur Wikimanche       |
| Monument aux morts         | À déterminer | Beslon                    | Dans le cimetière, à côté de l'église Notre-Dame                                                   |       | À déterminer | à géolocaliser                     | Monument aux morts« Monument aux morts de Beslon », sur Wikimanche               |
| Monument aux morts         | À déterminer | Biville                   | Dans le cimetière, à côté de l'église Saint-Pierre                                                 |       | À déterminer | à géolocaliser                     | Monument aux morts« Monument aux morts de Biville », sur Wikimanche              |
| Monument aux morts         | À déterminer | Brécey                    | À côté de l'église Saint-Martin                                                                    |       | À déterminer | à géolocaliser                     | Monument aux morts« Monument aux morts de Brécey », sur Wikimanche               |
| Monument aux morts         | À déterminer | Chérencé-le-Roussel       | À côté de l'église Notre-Dame-de-l'Assomption                                                      |       | À déterminer | à géolocaliser                     | Monument aux morts« Monument aux morts de Chérencé-le-Roussel », sur Wikimanche  |
| Monument aux morts         | À déterminer | Chèvreville               | Dans le cimetière, à côté de l'église Notre-Dame                                                   |       | À déterminer | à géolocaliser                     | Monument aux morts« Monument aux morts de Chèvreville », sur Wikimanche          |
| Monument aux morts         | À déterminer | Clitourps                 | Dans le cimetière, à côté de l'église Notre-Dame                                                   |       | À déterminer | à géolocaliser                     | Image manquante                                                                  |
| Monument aux morts         | À déterminer | Cormeray                  | En face de l'église Notre-Dame                                                                     |       | À déterminer | à géolocaliser                     | Monument aux morts« Monument aux morts de Cormeray », sur Wikimanche             |
| Monument aux morts         | À déterminer | Créances                  | Intersection de la rue de la Conte et de la RD 394.                                                |       | À déterminer | à géolocaliser                     | Monument aux morts« Monument aux morts de Créances », sur Wikimanche             |
| Monument aux morts         | À déterminer | Équilly                   | Au lieu-dit « Le Presbytère »                                                                      |       | À déterminer | à géolocaliser                     | Monument aux morts« Monument aux morts d'Équilly », sur Wikimanche               |
| Monument aux morts         | À déterminer | Fleury                    | Dans le cimetière, à côté de l'église Notre-Dame                                                   |       | À déterminer | à géolocaliser                     | Monument aux morts« Monument aux morts de Fleury », sur Wikimanche               |
| Monument aux morts         | À déterminer | Gouvets                   | À côté de l'église Sainte-Marthe                                                                   |       | À déterminer | à géolocaliser                     | Monument aux morts« Monument aux morts de Gouvets », sur Wikimanche              |
| Monument aux morts         | À déterminer | Guilberville              | Intersection de la rue des Écoles (RD 159) et de la RD 96 (rue du Saussey et rue André Marguerite) |       | À déterminer | 48° 59′ 19″ nord, 0° 56′ 56″ ouest | Monument aux morts de Guilberville                                               |
| Monument aux morts         | À déterminer | Hocquigny                 | Dans le cimetière, à côté de l'église Saint-Pierre                                                 |       | À déterminer | à géolocaliser                     | Monument aux morts« Monument aux morts d'Hocquigny », sur Wikimanche             |
| Monument aux morts         | À déterminer | La Ronde-Haye             | Intersection de la RD 53 et de la RD 101                                                           |       | À déterminer | à géolocaliser                     | Monument aux morts« Monument aux morts de La Ronde-Haye », sur Wikimanche        |
| Monument aux morts         | À déterminer | La Trinité                | Dans le cimetière                                                                                  |       | À déterminer | à géolocaliser                     | Monument aux morts                                                               |
| Monument aux morts         | À déterminer | Le Mesnil-Rogues          | Dans le cimetière                                                                                  |       | À déterminer | à géolocaliser                     | Monument aux morts                                                               |
| Monument aux morts         | À déterminer | Le Mesnillard             | Dans le cimetière                                                                                  |       | À déterminer | à géolocaliser                     | Monument aux morts                                                               |
| Monument aux morts         | À déterminer | Les Biards                | À déterminer                                                                                       |       | À déterminer | à géolocaliser                     | Monument aux morts« Monument aux morts des Biards », sur Wikimanche              |
| Monument aux morts         | À déterminer | Les Loges-sur-Brécey      | Dans le cimetière                                                                                  |       | À déterminer | à géolocaliser                     | Monument aux morts                                                               |
| Monument aux morts         | À déterminer | Martigny                  | Dans le cimetière                                                                                  |       | À déterminer | à géolocaliser                     | Monument aux morts                                                               |
| Monument aux morts         | À déterminer | Maupertuis                | À déterminer                                                                                       |       | À déterminer | à géolocaliser                     | Monument aux morts                                                               |
| Monument aux morts         | À déterminer | Millières                 | À déterminer                                                                                       |       | À déterminer | à géolocaliser                     | Monument aux morts                                                               |
| Monument aux morts         | À déterminer | Montanel                  | Près du parking de la mairie                                                                       |       | À déterminer | à géolocaliser                     | Monument aux morts« Monument aux morts de Montanel », sur Wikimanche             |
| Monument aux morts         | À déterminer | Montigny                  | À côté de l'église Notre-Dame                                                                      |       | À déterminer | à géolocaliser                     | Monument aux morts                                                               |
| Monument aux morts         | À déterminer | Moyon                     | À côté de l'église Saint-Germain                                                                   |       | À déterminer | à géolocaliser                     | Monument aux morts                                                               |
| Monument aux morts         | À déterminer | Reffuveille               | À côté de l'église Saint-Léonard                                                                   |       | À déterminer | à géolocaliser                     | Monument aux morts                                                               |
| Monument aux morts         | À déterminer | Romagny                   | Dans le cimetière                                                                                  |       | À déterminer | à géolocaliser                     | Monument aux morts                                                               |
| Monument aux morts         | À déterminer | Saint-Aubin-des-Préaux    | À déterminer                                                                                       |       | À déterminer | à géolocaliser                     | Monument aux morts                                                               |
| Monument aux morts de 1870 | À déterminer | Saint-Côme-du-Mont        | Dans le cimetière, à côté de l'église                                                              |       | À déterminer | à géolocaliser                     | Image manquante                                                                  |
| Monument aux morts         | À déterminer | Saint-Germain-sur-Ay      | Dans le cimetière, à côté de l'église Saint-Germain                                                |       | À déterminer | à géolocaliser                     | Monument aux morts« Monument aux morts de Saint-Germain-sur-Ay », sur Wikimanche |
| Monument aux morts         | À déterminer | Saint-Martin-le-Bouillant | Dans le cimetière                                                                                  |       | À déterminer | à géolocaliser                     | Monument aux morts                                                               |
| Monument aux morts         | À déterminer | Saint-Maur-des-Bois       | Dans le cimetière                                                                                  |       | À déterminer | à géolocaliser                     | Monument aux morts                                                               |
| Monument aux morts         | À déterminer | Servon                    | Dans le cimetière                                                                                  |       | À déterminer | à géolocaliser                     | Monument aux morts                                                               |
| Monument aux morts         | À déterminer | Tirepied                  | À côté de l'église Notre-Dame                                                                      |       | À déterminer | à géolocaliser                     | Monument aux morts                                                               |
| Monument aux morts         | À déterminer | Vessey                    | À déterminer                                                                                       |       | À déterminer | à géolocaliser                     | Monument aux morts                                                               |

## Marne
| Œuvre              | Auteur       | Commune             | Localisation            | Notes | Installation | Coordonnées    | Illustration       |
| ------------------ | ------------ | ------------------- | ----------------------- | ----- | ------------ | -------------- | ------------------ |
| Monument aux morts | À déterminer | Isle-sur-Marne      | A la sortie du village. |       | À déterminer | à géolocaliser | Monument aux morts |
| Monument aux morts | À déterminer | Jonchery-sur-Suippe | Dans le cimetière       |       | À déterminer | à géolocaliser | Monument aux morts |
| Monument aux morts | À déterminer | Louvois             |                         |       | À déterminer | à géolocaliser | Monument aux morts |

## Mayenne
| Œuvre              | Auteur       | Commune    | Localisation | Notes | Installation | Coordonnées    | Illustration       |
| ------------------ | ------------ | ---------- | ------------ | ----- | ------------ | -------------- | ------------------ |
| Monument aux morts | À déterminer | Pommerieux | À déterminer |       | À déterminer | à géolocaliser | Monument aux morts |

## Meurthe-et-Moselle
| Œuvre              | Auteur       | Commune   | Localisation | Notes | Installation | Coordonnées    | Illustration       |
| ------------------ | ------------ | --------- | ------------ | ----- | ------------ | -------------- | ------------------ |
| Monument aux morts | À déterminer | Bauzemont | À déterminer |       | À déterminer | à géolocaliser | Monument aux morts |
| Monument aux morts | À déterminer | Coyviller | À déterminer |       | À déterminer | à géolocaliser | Monument aux morts |

## Meuse
| Œuvre              | Auteur       | Commune               | Localisation      | Notes | Installation | Coordonnées    | Illustration       |
| ------------------ | ------------ | --------------------- | ----------------- | ----- | ------------ | -------------- | ------------------ |
| Monument aux morts | À déterminer | Bislée                | Dans le cimetière |       | À déterminer | à géolocaliser | Monument aux morts |
| Monument aux morts | À déterminer | Fromezey              | Dans le cimetière |       | À déterminer | à géolocaliser | Monument aux morts |
| Monument aux morts | À déterminer | Géry                  | À déterminer      |       | À déterminer | à géolocaliser | Monument aux morts |
| Monument aux morts | À déterminer | Givrauval             | À déterminer      |       | À déterminer | à géolocaliser | Monument aux morts |
| Monument aux morts | À déterminer | Lahayville            | À déterminer      |       | À déterminer | à géolocaliser | Monument aux morts |
| Monument aux morts | À déterminer | Les Souhesmes-Rampont | Dans le cimetière |       | À déterminer | à géolocaliser | Monument aux morts |
| Monument aux morts | À déterminer | Longeville-en-Barrois | Dans le cimetière |       | À déterminer | à géolocaliser | Monument aux morts |
| Monument aux morts | À déterminer | Tannois               | Dans le cimetière |       | À déterminer | à géolocaliser | Monument aux morts |
| Monument aux morts | À déterminer | Tilly-sur-Meuse       | À déterminer      |       | À déterminer | à géolocaliser | Monument aux morts |

## Morbihan
Pour un article plus général, voir Liste des monuments aux morts dans le Morbihan.
| Œuvre                             | Auteur                    | Commune              | Localisation                                               | Notes | Installation | Coordonnées                        | Illustration                        |
| --------------------------------- | ------------------------- | -------------------- | ---------------------------------------------------------- | ----- | ------------ | ---------------------------------- | ----------------------------------- |
| Monument aux morts                | À déterminer              | Ambon                | À côté de l'église Saint-Cyr-et-Sainte-Julitte             |       | À déterminer | à géolocaliser                     | Monument aux morts                  |
| Monument aux morts                | À déterminer              | Arzal                | Dans le cimetière                                          |       | À déterminer | à géolocaliser                     | Image manquante                     |
| Monument aux morts                | À déterminer              | Arzon                | Dans le cimetière                                          |       | À déterminer | à géolocaliser                     | Image manquante                     |
| Monument aux morts                | À déterminer              | Bangor               | Dans le cimetière                                          |       | À déterminer | à géolocaliser                     | Image manquante                     |
| Monument aux morts                | À déterminer              | Béganne              | À déterminer                                               |       | À déterminer | à géolocaliser                     | Monument aux morts                  |
| Monument aux morts                | À déterminer              | Berné                | Dans le cimetière                                          |       | 1926         | à géolocaliser                     | Image manquante                     |
| Monument aux morts                | Georges Lépinard          | Berric               | Dans le cimetière                                          |       | À déterminer | à géolocaliser                     | Image manquante                     |
| Monument aux morts                | À déterminer              | Billiers             | À côté de l'église Saint-Maxent                            |       | À déterminer | à géolocaliser                     | Monument aux morts                  |
| Monument aux morts                | À déterminer              | Billio               | Dans le cimetière                                          |       | À déterminer | à géolocaliser                     | Monument aux morts                  |
| Monument aux morts                | À déterminer              | Bohal                | À déterminer                                               |       | À déterminer | à géolocaliser                     | Image manquante                     |
| Monument aux morts                | À déterminer              | Brignac              | À déterminer                                               |       | 1926         | à géolocaliser                     | Monument aux morts                  |
| Monument aux morts                | À déterminer              | Caden                | Dans le cimetière                                          |       | 1924         | à géolocaliser                     | Image manquante                     |
| Monument aux morts                | À déterminer              | Calan                | À déterminer                                               |       | À déterminer | à géolocaliser                     | Image manquante                     |
| Monument aux morts de 1914-1918   | À déterminer              | Crach                | À côté de l'église Saint-Thuriau                           |       | À déterminer | à géolocaliser                     | Image manquante                     |
| Monument aux morts                | À déterminer              | Gourin               | Dans le cimetière                                          |       | À déterminer | à géolocaliser                     | Monument aux morts                  |
| Monument aux morts de Trégranteur | À déterminer              | Guégon               | À côté de la chapelle de Trégranteur                       |       | À déterminer | à géolocaliser                     | Monument aux morts de Trégranteur   |
| Monument aux morts                | À déterminer              | Île-d'Arz            | À déterminer                                               |       | À déterminer | à géolocaliser                     | Monument aux morts                  |
| Monument aux morts                | À déterminer              | La Croix-Helléan     | Dans le cimetière                                          |       | À déterminer | à géolocaliser                     | Monument aux morts                  |
| Monument aux morts                | À déterminer              | La Trinité-Langonnet | À côté de l'église de la Trinité                           |       | 1925         | à géolocaliser                     | Monument aux morts                  |
| Monument aux morts                | À déterminer              | La Vraie-Croix       | À côté de l'église                                         |       | À déterminer | à géolocaliser                     | Monument aux morts                  |
| Monument aux morts                | À déterminer              | Marzan               | Dans le cimetière                                          |       | À déterminer | à géolocaliser                     | Monument aux morts                  |
| Monument aux morts                | À déterminer              | Meslan               | À côté de l'église Saint-Melaine                           |       | À déterminer | à géolocaliser                     | Monument aux morts                  |
| Monument aux morts                | À déterminer              | Moustoir-Ac          | À côté de l'église Sainte-Barbe                            |       | À déterminer | à géolocaliser                     | Monument aux morts                  |
| Monument aux morts                | Gaston-Auguste Schweitzer | Noyal-Pontivy        | Sur la place de l'église, à côté de l'église Sainte-Noyale |       | 1923         | 48° 04′ 03″ nord, 2° 53′ 00″ ouest | Monument aux morts de Noyal-Pontivy |
| Monument aux morts                | Gauthier                  | Plouay               | À côté de l'église Saint-Ouen                              |       | 1923         | à géolocaliser                     | Monument aux morts                  |
| Monument aux morts                | À déterminer              | Pluherlin            | Contre l'église Saint-Gentien                              |       | À déterminer | à géolocaliser                     | Monument aux morts                  |
| Monument aux morts                | À déterminer              | Plumergat            | À déterminer                                               |       | À déterminer | à géolocaliser                     | Monument aux morts                  |
| Monument aux morts                | À déterminer              | Questembert          | À déterminer                                               |       | À déterminer | à géolocaliser                     | Monument aux morts                  |
| Monument aux morts                | À déterminer              | Saint-Allouestre     | À déterminer                                               |       | À déterminer | à géolocaliser                     | Monument aux morts                  |
| Monument aux morts                | À déterminer              | Saint-Guyomard       | À côté de l'église Saint-Guyomard                          |       | À déterminer | à géolocaliser                     | Monument aux morts                  |
| Monument aux morts                | À déterminer              | Saint-Léry           | À déterminer                                               |       | À déterminer | à géolocaliser                     | Monument aux morts                  |
| Monument aux morts                | À déterminer              | Saint-Servant        | À déterminer                                               |       | À déterminer | à géolocaliser                     | Monument aux morts                  |
| Monument aux morts                | À déterminer              | Sarzeau              | À déterminer                                               |       | À déterminer | à géolocaliser                     | Monument aux morts                  |
| Monument aux morts                | À déterminer              | Surzur               | À côté de l'église Saint-Symphorien                        |       | À déterminer | à géolocaliser                     | Monument aux morts                  |

## Moselle
| Œuvre              | Auteur       | Commune        | Localisation       | Notes | Installation | Coordonnées    | Illustration       |
| ------------------ | ------------ | -------------- | ------------------ | ----- | ------------ | -------------- | ------------------ |
| Monument aux morts | À déterminer | Assenoncourt   | À déterminer       |       | À déterminer | à géolocaliser | Monument aux morts |
| Monument aux morts | À déterminer | Azoudange      | À déterminer       |       | À déterminer | à géolocaliser | Monument aux morts |
| Monument aux morts | À déterminer | Avricourt      | À déterminer       |       | À déterminer | à géolocaliser | Monument aux morts |
| Monument aux morts | À déterminer | Bellange       | À déterminer       |       | À déterminer | à géolocaliser | Monument aux morts |
| Monument aux morts | À déterminer | Creutzwald     | Dans le cimetière  |       | À déterminer | à géolocaliser | Monument aux morts |
| Monument aux morts | À déterminer | Haute-Kontz    | Devant l'église    |       | À déterminer | à géolocaliser | Monument aux morts |
| Monument aux morts | À déterminer | Landroff       | À déterminer       |       | À déterminer | à géolocaliser | Monument aux morts |
| Monument aux morts | À déterminer | Richeling      | Devant l'église    |       | À déterminer | à géolocaliser | Monument aux morts |
| Monument aux morts | À déterminer | Sailly-Achâtel | À côté de l'église |       | À déterminer | à géolocaliser | Monument aux morts |
| Monument aux morts | À déterminer | Silly-sur-Nied | À déterminer       |       | À déterminer | à géolocaliser | Image manquante    |

## Nord
Pour un article plus général, voir Liste des monuments aux morts dans le Nord.
| Œuvre                           | Auteur       | Commune             | Localisation                      | Notes | Installation | Coordonnées    | Illustration                    |
| ------------------------------- | ------------ | ------------------- | --------------------------------- | ----- | ------------ | -------------- | ------------------------------- |
| Monument aux morts              | À déterminer | Bavinchove          | Dans le cimetière                 |       | À déterminer | à géolocaliser | Monument aux morts              |
| Monument aux morts              | À déterminer | Berthen             | À déterminer                      |       | À déterminer | à géolocaliser | Monument aux morts              |
| Monument aux morts              | À déterminer | Comines             | Dans le cimetière                 |       | À déterminer | à géolocaliser | Monument aux morts              |
| Monument aux morts              | À déterminer | Coudekerque-Village | À côté du cimetière               |       | À déterminer | à géolocaliser | Monument aux morts              |
| Monument aux morts              | À déterminer | Coutiches           | À déterminer                      |       | À déterminer | à géolocaliser | Monument aux morts              |
| Monument aux morts              | À déterminer | Crochte             | À déterminer                      |       | À déterminer | à géolocaliser | Monument aux morts              |
| Monument aux morts de 1914-1918 | À déterminer | Esquerchin          | Dans l'église Notre-Dame-de-Grâce |       | À déterminer | à géolocaliser | Monument aux morts de 1914-1918 |
| Monument aux morts              | À déterminer | Grande-Synthe       | Dans le cimetière                 |       | À déterminer | à géolocaliser | Monument aux morts              |
| Monument aux morts              | À déterminer | Ledringhem          | À déterminer                      |       | À déterminer | à géolocaliser | Image manquante                 |
| Monument aux morts              | À déterminer | Nieurlet            | À déterminer                      |       | À déterminer | à géolocaliser | Monument aux morts              |
| Monument aux morts              | À déterminer | Saint-Jans-Cappel   | À déterminer                      |       | À déterminer | à géolocaliser | Monument aux morts              |
| Monument aux morts              | À déterminer | Wylder              | À déterminer                      |       | À déterminer | à géolocaliser | Monument aux morts              |

## Oise
Pour un article plus général, voir Liste des monuments aux morts dans l'Oise.
| Œuvre              | Auteur       | Commune              | Localisation                    | Notes | Installation | Coordonnées    | Illustration       |
| ------------------ | ------------ | -------------------- | ------------------------------- | ----- | ------------ | -------------- | ------------------ |
| Monument aux morts | À déterminer | Beaurains-lès-Noyon  | À déterminer                    |       | À déterminer | à géolocaliser | Monument aux morts |
| Monument aux morts | À déterminer | Béthisy-Saint-Pierre | À côté de l'église Saint-Pierre |       | À déterminer | à géolocaliser | Monument aux morts |
| Monument aux morts | À déterminer | Blancfossé           | À déterminer                    |       | À déterminer | à géolocaliser | Monument aux morts |
| Monument aux morts | À déterminer | Brétigny             | À déterminer                    |       | À déterminer | à géolocaliser | Monument aux morts |
| Monument aux morts | À déterminer | Bucamps              | Dans le cimetière               |       | À déterminer | à géolocaliser | Monument aux morts |
| Monument aux morts | À déterminer | Chevrières           | Dans le parc de la mairie       |       | À déterminer | à géolocaliser | Monument aux morts |
| Monument aux morts | À déterminer | Cormeilles           | À côté de l'église              |       | À déterminer | à géolocaliser | Monument aux morts |
| Monument aux morts | À déterminer | Feuquières           | À déterminer                    |       | À déterminer | à géolocaliser | Monument aux morts |
| Monument aux morts | À déterminer | Fréniches            | Dans le cimetière               |       | À déterminer | à géolocaliser | Monument aux morts |
| Monument aux morts | À déterminer | Jaméricourt          | Dans le cimetière               |       | À déterminer | à géolocaliser | Monument aux morts |
| Monument aux morts | À déterminer | Labosse              | Dans le cimetière               |       | À déterminer | à géolocaliser | Monument aux morts |
| Monument aux morts | À déterminer | Lattainville         | Dans le cimetière               |       | À déterminer | à géolocaliser | Monument aux morts |
| Monument aux morts | À déterminer | Mouchy-le-Châtel     | À déterminer                    |       | À déterminer | à géolocaliser | Monument aux morts |
| Monument aux morts | À déterminer | Nivillers            | Dans le cimetière               |       | À déterminer | à géolocaliser | Monument aux morts |
| Monument aux morts | À déterminer | Ognon                | À déterminer                    |       | À déterminer | à géolocaliser | Monument aux morts |
| Monument aux morts | À déterminer | Passel               | À déterminer                    |       | À déterminer | à géolocaliser | Monument aux morts |
| Monument aux morts | À déterminer | Thibivillers         | Dans le cimetière               |       | À déterminer | à géolocaliser | Monument aux morts |
| Monument aux morts | À déterminer | Troussures           | Dans le cimetière               |       | À déterminer | à géolocaliser | Monument aux morts |

## Orne
Pour un article plus général, voir Liste des monuments aux morts dans l'Orne.
| Œuvre                                             | Auteur       | Commune                | Localisation                      | Notes | Installation | Coordonnées    | Illustration       |
| ------------------------------------------------- | ------------ | ---------------------- | --------------------------------- | ----- | ------------ | -------------- | ------------------ |
| Monument aux morts                                | À déterminer | Brieux                 | Dans le cimetière                 |       | À déterminer | à géolocaliser | Monument aux morts |
| Monument aux morts                                | À déterminer | Buré                   | Dans le cimetière                 |       | À déterminer | à géolocaliser | Monument aux morts |
| Monument aux morts                                | À déterminer | Cahan                  | Dans le cimetière                 |       | À déterminer | à géolocaliser | Image manquante    |
| Monument aux résistants massacrés le 15 août 1944 | À déterminer | Caligny                | RD 300, au lieu-dit « le Hoguet » |       | À déterminer | à géolocaliser | Image manquante    |
| Monument aux morts                                | À déterminer | Saint-Denis-sur-Huisne | À déterminer                      |       | À déterminer | à géolocaliser | Monument aux morts |

## Pas-de-Calais
Pour un article plus général, voir Liste des monuments aux morts dans le Pas-de-Calais.
Le département du Pas-de-Calais compte 181 monuments aux morts ornés ou surmontés d'une croix latine.
| Œuvre              | Auteur                      | Commune                             | Localisation                                 | Notes                                                | Installation | Coordonnées    | Illustration |
| ------------------ | --------------------------- | ----------------------------------- | -------------------------------------------- | ---------------------------------------------------- | ------------ | -------------- | --- |
| Monument aux morts | À déterminer                | Alincthun                           | Devant l'église                              |                                                      | À déterminer | à géolocaliser | Monument aux morts« Monument aux morts d'Alincthun », sur Wikipasdecalais                                                         |
| Monument aux morts | À déterminer                | Alembon                             | Dans le cimetière                            |                                                      | À déterminer | à géolocaliser | Monument aux morts« Monument aux morts d'Alembon », sur Wikipasdecalais                                                           |
| Monument aux morts | À déterminer                | Ambricourt                          | Dans le cimetière                            |                                                      | 1922         | à géolocaliser | Monument aux morts« Monument aux morts d'Ambricourt », sur Wikipasdecalais                                                        |
| Monument aux morts | À déterminer                | Audrehem                            | À déterminer                                 |                                                      | À déterminer | à géolocaliser | Monument aux morts« Monument aux morts d'Audrehem », sur Wikipasdecalais                                                          |
| Monument aux morts | À déterminer                | Autingues                           | Dans le cimetière                            |                                                      | À déterminer | à géolocaliser | Monument aux morts« Monument aux morts d'Autingues », sur Wikipasdecalais                                                         |
| Monument aux morts | À déterminer                | Azincourt                           | À déterminer                                 |                                                      | À déterminer | à géolocaliser | Monument aux morts« Monument aux morts d'Azincourt », sur Wikipasdecalais                                                         |
| Monument aux morts | À déterminer                | Bailleul-aux-Cornailles             | Dans le cimetière                            |                                                      | À déterminer | à géolocaliser | Monument aux morts« Monument aux morts de Bailleul-aux-Cornailles », sur Wikipasdecalais                                          |
| Monument aux morts | À déterminer                | Barastre                            | À déterminer                                 |                                                      | À déterminer | à géolocaliser | Monument aux morts |
| Monument aux morts | À déterminer                | Béalencourt                         | À déterminer                                 |                                                      | À déterminer | à géolocaliser | Image manquante |
| Monument aux morts | À déterminer                | Bécourt                             | À déterminer                                 |                                                      | À déterminer | à géolocaliser | Monument aux morts |
| Monument aux morts | À déterminer                | Berck                               | Dans le cimetière                            |                                                      | À déterminer | à géolocaliser | Monument aux morts |
| Monument aux morts | À déterminer                | Berguette                           | Près de la mairie                            |                                                      | À déterminer | à géolocaliser | Monument aux morts« Le monument aux morts de Berguette », sur monuments-aux-morts.fr (consulté le 8 juin 2024).                   |
| Monument aux morts | À déterminer                | Berlencourt-le-Cauroy (Berlencourt) | À déterminer                                 |                                                      | À déterminer | à géolocaliser | Monument aux morts« Le monument aux morts », sur monuments-aux-morts.fr (consulté le 6 avril 2024).                               |
| Monument aux morts | À déterminer                | Berles-Monchel                      | À déterminer                                 |                                                      | À déterminer | à géolocaliser | Image manquante |
| Monument aux morts | À déterminer                | Bermicourt                          | À déterminer                                 |                                                      | À déterminer | à géolocaliser | Image manquante |
| Monument aux morts | À déterminer                | Bernieulles                         | Dans le cimetière                            |                                                      | À déterminer | à géolocaliser | Monument aux morts« Le monument aux morts », sur monuments-aux-morts.fr (consulté le 6 avril 2024).                               |
| Monument aux morts | À déterminer                | Bezinghem                           | À déterminer                                 |                                                      | À déterminer | à géolocaliser | Monument aux morts« Le monument aux morts de Bezinghem », sur monuments-aux-morts.fr (consulté le 6 avril 2024).                  |
| Monument aux morts | À déterminer                | Blangy-sur-Ternoise                 | À déterminer                                 |                                                      | À déterminer | à géolocaliser | Monument aux morts« Le monument aux morts de Blangy-sur-Ternoise », sur monuments-aux-morts.fr (consulté le 6 avril 2024).        |
| Monument aux morts | À déterminer                | Bléquin                             | À déterminer                                 |                                                      | À déterminer | à géolocaliser | Image manquante |
| Monument aux morts | À déterminer                | Boffles                             | À déterminer                                 |                                                      | À déterminer | à géolocaliser | Monument aux morts |
| Monument aux morts | À déterminer                | Bonningues-lès-Ardres               | Dans le cimetière                            |                                                      | À déterminer | à géolocaliser | Monument aux morts« Monument aux morts de Bonningues-lès-Ardres », sur Wikipasdecalais                                            |
| Monument aux morts | À déterminer                | Bouin-Plumoison                     | Hameau de Plumoison                          |                                                      | À déterminer | à géolocaliser | Image manquante |
| Monument aux morts | À déterminer                | Bouquehault                         | Dans le cimetière                            |                                                      | À déterminer | à géolocaliser | Monument aux morts« Le monument aux morts », sur monuments-aux-morts.fr (consulté le 10 avril 2024).                              |
| Monument aux morts | À déterminer                | Bourecq                             | Dans le cimetière                            |                                                      | À déterminer | à géolocaliser | Monument aux morts« Le monument aux morts », sur monuments-aux-morts.fr (consulté le 10 avril 2024).                              |
| Monument aux morts | À déterminer                | Boyaval                             | Dans le cimetière                            |                                                      | À déterminer | à géolocaliser | Image manquante |
| Monument aux morts | À déterminer                | Buire-au-Bois                       | Dans le cimetière                            |                                                      | À déterminer | à géolocaliser | Image manquante |
| Monument aux morts | À déterminer                | Calonne-sur-la-Lys                  | À déterminer                                 |                                                      | À déterminer | à géolocaliser | Monument aux morts« Le monument aux morts », sur monuments-aux-morts.fr (consulté le 12 avril 2024).                              |
| Monument aux morts | À déterminer                | La Calotterie                       | À déterminer                                 |                                                      | À déterminer | à géolocaliser | Monument aux morts« Le monument aux morts », sur monuments-aux-morts.fr (consulté le 12 avril 2024).                              |
| Monument aux morts | À déterminer                | Campagne-lès-Boulonnais             | À déterminer                                 |                                                      | À déterminer | à géolocaliser | Monument aux morts« Le monument aux morts de Campagne-lès-Boulonnais », sur monuments-aux-morts.fr (consulté le 12 avril 2024).   |
| Monument aux morts | À déterminer                | Campagne-lès-Guines                 | À déterminer                                 |                                                      | À déterminer | à géolocaliser | Monument aux morts« Le monument aux morts de Campagne-lès-Guines », sur monuments-aux-morts.fr (consulté le 12 avril 2024).       |
| Monument aux morts | À déterminer                | Campagne-lès-Wardrecques            | À déterminer                                 |                                                      | À déterminer | à géolocaliser | Monument aux morts« Le monument aux morts de Campagne-lès-Wardrecques », sur monuments-aux-morts.fr (consulté le 12 avril 2024).  |
| Monument aux morts | À déterminer                | Campigneulles-les-Grandes           | Rue de l'église                              |                                                      | 1931         | à géolocaliser | Monument aux morts« Monument aux morts de Campigneulles-les-Grandes », sur Wikipasdecalais                                        |
| Monument aux morts | À déterminer                | Campigneulles-les-Petites           | Sur la place de la mairie, derrière l'église |                                                      | 1920         | à géolocaliser | Monument aux morts« Monument aux morts de Campigneulles-les-Petites », sur Wikipasdecalais                                        |
| Monument aux morts | À déterminer                | Canettemont                         | À déterminer                                 |                                                      | 1923         | à géolocaliser | Monument aux morts« Le monument aux morts de Canettemont », sur monuments-aux-morts.fr (consulté le 12 avril 2024).               |
| Monument aux morts | À déterminer                | Cavron-Saint-Martin                 | À déterminer                                 |                                                      | À déterminer | à géolocaliser | Image manquante |
| Monument aux morts | À déterminer                | Clenleu                             | À déterminer                                 |                                                      | À déterminer | à géolocaliser | Monument aux morts« Le monument aux morts de Clenleu », sur monuments-aux-morts.fr (consulté le 12 avril 2024).                   |
| Monument aux morts | À déterminer                | Clerques                            | À déterminer                                 |                                                      | À déterminer | à géolocaliser | Monument aux morts« Le monument aux morts de Clerques », sur monuments-aux-morts.fr (consulté le 12 avril 2024).                  |
| Monument aux morts | À déterminer                | Cléty                               | À déterminer                                 |                                                      | À déterminer | à géolocaliser | Monument aux morts« Le monument aux morts de Cléty », sur monuments-aux-morts.fr (consulté le 12 avril 2024).                     |
| Monument aux morts | À déterminer                | Colembert                           | À déterminer                                 |                                                      | À déterminer | à géolocaliser | Image manquante |
| Monument aux morts | À déterminer                | Conchy-sur-Canche                   | À déterminer                                 |                                                      | À déterminer | à géolocaliser | Image manquante |
| Monument aux morts | À déterminer                | Contes                              | À déterminer                                 |                                                      | À déterminer | à géolocaliser | Image manquante |
| Monument aux morts | À déterminer                | Conteville-en-Ternois               | À déterminer                                 |                                                      | À déterminer | à géolocaliser | Image manquante |
| Monument aux morts | À déterminer                | Coulogne                            | À déterminer                                 |                                                      | À déterminer | à géolocaliser | Image manquante |
| Monument aux morts | À déterminer                | Coulomby                            | À déterminer                                 |                                                      | À déterminer | à géolocaliser | Image manquante |
| Monument aux morts | À déterminer                | Coupelle-Neuve                      | Contre le mur ouest de l'église              | Érigé sur le mur nord de la nef de l'église en 1920. | 2003         | à géolocaliser | Monument aux morts« Monument aux morts de Coupelle-Neuve », sur Wikipasdecalais                                                   |
| Monument aux morts | À déterminer                | Coupelle-Vieille                    | À déterminer                                 |                                                      | À déterminer | à géolocaliser | Image manquante |
| Monument aux morts | À déterminer                | Coyecques                           | Sur le parking près de l'église              | Érigé[Où ?] en 1922.                                 | 1991         | à géolocaliser | Monument aux morts« Monument aux morts de Coyecques », sur Wikipasdecalais                                                        |
| Monument aux morts | À déterminer                | Croisette                           | À déterminer                                 |                                                      | À déterminer | à géolocaliser | Image manquante |
| Monument aux morts | À déterminer                | Croisette                           | À déterminer                                 |                                                      | À déterminer | à géolocaliser | Image manquante |
| Monument aux morts | À déterminer                | Denier                              | À déterminer                                 |                                                      | À déterminer | à géolocaliser | Image manquante |
| Monument aux morts | À déterminer                | Dennebrœucq                         | À déterminer                                 |                                                      | À déterminer | à géolocaliser | Image manquante |
| Monument aux morts | À déterminer                | Dohem                               | À déterminer                                 |                                                      | À déterminer | à géolocaliser | Monument aux morts |
| Monument aux morts | À déterminer                | Embry                               | Dans le cimetière                            |                                                      | À déterminer | à géolocaliser | Monument aux morts« Le monument aux morts d'Embry », sur monuments-aux-morts.fr (consulté le 18 avril 2024).                      |
| Monument aux morts | À déterminer                | Enquin-sur-Baillons                 | Dans le cimetière                            |                                                      | 1921         | à géolocaliser | Monument aux morts« Monument aux morts d'Enquin-sur-Baillons », sur Wikipasdecalais                                               |
| Monument aux morts | À déterminer                | Éperlecques                         | À déterminer                                 |                                                      | À déterminer | à géolocaliser | Image manquante |
| Monument aux morts | À déterminer                | Équirre                             | À déterminer                                 |                                                      | À déterminer | à géolocaliser | Image manquante |
| Monument aux morts | À déterminer                | Ergny                               | À déterminer                                 |                                                      | À déterminer | à géolocaliser | Image manquante |
| Monument aux morts | À déterminer                | Escalles                            | À déterminer                                 |                                                      | À déterminer | à géolocaliser | Image manquante |
| Monument aux morts | À déterminer                | Escœuilles                          | À déterminer                                 |                                                      | À déterminer | à géolocaliser | Image manquante |
| Monument aux morts | À déterminer                | Febvin-Palfart                      | À déterminer                                 |                                                      | À déterminer | à géolocaliser | Monument aux morts« Le monument aux morts de Febvin-Palfart », sur monuments-aux-morts.fr (consulté le 28 avril 2024).            |
| Monument aux morts | À déterminer                | Febvin-Palfart, hameau de Livossart | À déterminer                                 |                                                      | À déterminer | à géolocaliser | Image manquante |
| Monument aux morts | À déterminer                | Fiefs                               | À déterminer                                 |                                                      | À déterminer | à géolocaliser | Image manquante |
| Monument aux morts | À déterminer                | Fontaine-lès-Boulans                | Près de l'église                             |                                                      | À déterminer | à géolocaliser | Monument aux morts« Le monument aux morts de Fontaine-lès-Boulans », sur monuments-aux-morts.fr (consulté le 2 mai 2024).         |
| Monument aux morts | À déterminer                | Fontaine-lès-Hermans                | Près de l'église                             |                                                      | À déterminer | à géolocaliser | Monument aux morts« Le monument aux morts de Fontaine-lès-Hermans », sur monuments-aux-morts.fr (consulté le 3 mai 2024).         |
| Monument aux morts | À déterminer                | Frévillers                          | Près de l'église                             |                                                      | À déterminer | à géolocaliser | Image manquante |
| Monument aux morts | À déterminer                | Gaudiempré                          | Près de l'église                             |                                                      | À déterminer | à géolocaliser | Monument aux morts« Le monument aux morts de Gaudiempré », sur monuments-aux-morts.fr (consulté le 3 mai 2024).                   |
| Monument aux morts | À déterminer                | Gennes-Ivergny                      | À déterminer                                 |                                                      | À déterminer | à géolocaliser | Image manquante |
| Monument aux morts | À déterminer                | Gonnehem                            | Cimetière communal                           |                                                      | À déterminer | à géolocaliser | Image manquante |
| Monument aux morts | À déterminer                | Gouy-en-Ternois                     | Près de l'église                             |                                                      | À déterminer | à géolocaliser | Monument aux morts« Le monument aux morts de Gouy-en-Ternois », sur monuments-aux-morts.fr (consulté le 11 mai 2024).             |
| Monument aux morts | À déterminer                | Ham-en-Artois                       | Cimetière communal                           |                                                      | À déterminer | à géolocaliser | Image manquante |
| Monument aux morts | À déterminer                | Hautecloque                         | Cimetière communal                           |                                                      | À déterminer | à géolocaliser | Monument aux morts« Le monument aux morts de Hautecloque », sur monuments-aux-morts.fr (consulté le 11 mai 2024).                 |
| Monument aux morts | À déterminer                | Henneveux                           | À déterminer                                 |                                                      | À déterminer | à géolocaliser | Monument aux morts« Le monument aux morts d'Henneveux », sur monuments-aux-morts.fr (consulté le 26 mai 2024).                    |
| Monument aux morts | À déterminer                | Hernicourt                          | Près de l'église                             |                                                      | À déterminer | à géolocaliser | Image manquante |
| Monument aux morts | À déterminer                | Hesmond                             | Cimetière communal                           |                                                      | À déterminer | à géolocaliser | Monument aux morts« Le monument aux morts d'Hesmond », sur monuments-aux-morts.fr (consulté le 31 mai 2024).                      |
| Monument aux morts | À déterminer                | Hestrus                             | Près de l'église                             |                                                      | À déterminer | à géolocaliser | Image manquante |
| Monument aux morts | À déterminer                | Hézecques                           | Près de l'église                             |                                                      | À déterminer | à géolocaliser | Monument aux morts« Le monument aux morts d'Hézecques », sur monuments-aux-morts.fr (consulté le 31 mai 2024).                    |
| Monument aux morts | À déterminer                | Houlle                              | Cimetière communal                           |                                                      | À déterminer | à géolocaliser | Monument aux morts« Le monument aux morts de Houlle », sur monuments-aux-morts.fr (consulté le 31 mai 2024).                      |
| Monument aux morts | À déterminer                | Huby-Saint-Leu                      | Cimetière communal                           |                                                      | À déterminer | à géolocaliser | Monument aux morts« Le monument aux morts d'Huby-Saint-Leu », sur monuments-aux-morts.fr (consulté le 1er juin 2024).             |
| Monument aux morts | À déterminer                | Huclier                             | Place de la commune                          |                                                      | 1923         | à géolocaliser | Monument aux morts« Le monument aux morts d'Huclier », sur monuments-aux-morts.fr (consulté le 1er juin 2024).                    |
| Monument aux morts | À déterminer                | Humbert                             | Cimetière communal                           |                                                      | À déterminer | à géolocaliser | Monument aux morts« Le monument aux morts d'Humbert », sur monuments-aux-morts.fr (consulté le 1er juin 2024).                    |
| Monument aux morts | À déterminer                | Humières                            | Cimetière communal                           |                                                      | À déterminer | à géolocaliser | Image manquante |
| Monument aux morts | À déterminer                | Incourt                             | Près de l'église                             |                                                      | À déterminer | à géolocaliser | Monument aux morts« Le monument aux morts d'Incourt », sur monuments-aux-morts.fr (consulté le 12 janvier 2025).                  |
| Monument aux morts | À déterminer                | Journy                              | Cimetière communal                           |                                                      | À déterminer | à géolocaliser | Monument aux morts« Le monument aux morts de Journy », sur monuments-aux-morts.fr (consulté le 8 juin 2024).                      |
| Monument aux morts | À déterminer                | Laires                              | Cimetière communal                           |                                                      | 1922         | à géolocaliser | Monument aux morts« Le monument aux morts de Laires », sur monuments-aux-morts.fr (consulté le 16 juin 2024).                     |
| Monument aux morts | À déterminer                | Lebiez                              | Cimetière communal                           |                                                      | À déterminer | à géolocaliser | Monument aux morts« Le monument aux morts de Lebiez », sur monuments-aux-morts.fr (consulté le 18 juin 2024).                     |
| Monument aux morts | À déterminer                | Lebiez                              | Cimetière communal                           |                                                      | À déterminer | à géolocaliser | Monument aux morts |
| Monument aux morts | À déterminer                | Ledinghem                           | Cimetière communal                           |                                                      | À déterminer | à géolocaliser | Image manquante |
| Monument aux morts | À déterminer                | Lefaux                              | Près de l'église                             |                                                      | À déterminer | à géolocaliser | Image manquante |
| Monument aux morts | À déterminer                | Ligny-lès-Aire                      | Cimetière communal                           |                                                      | À déterminer | à géolocaliser | Monument aux morts« Le monument aux morts de Ligny-lès-Aire », sur monuments-aux-morts.fr (consulté le 18 juin 2024).             |
| Monument aux morts | À déterminer                | Ligny-sur-Canche                    | Près de l'église                             |                                                      | À déterminer | à géolocaliser | Monument aux morts« Le monument aux morts de Ligny-sur-Canche », sur monuments-aux-morts.fr (consulté le 18 juin 2024).           |
| Monument aux morts | À déterminer                | Linzeux                             | Cimetière communal                           |                                                      | À déterminer | à géolocaliser | Image manquante |
| Monument aux morts | À déterminer                | Lisbourg                            | Cimetière communal                           |                                                      | À déterminer | à géolocaliser | Image manquante |
| Monument aux morts | À déterminer                | Longueville                         | Près de l'église                             |                                                      | À déterminer | à géolocaliser | Monument aux morts« Le monument aux morts de Longueville », sur monuments-aux-morts.fr (consulté le 23 juillet 2024).             |
| Monument aux morts | À déterminer                | Longvilliers                        | Cimetière communal                           |                                                      | À déterminer | à géolocaliser | Monument aux morts« Le monument aux morts de Longvilliers », sur monuments-aux-morts.fr (consulté le 30 juillet 2024).            |
| Monument aux morts | À déterminer                | Lottinghen                          | Cimetière communal                           |                                                      | À déterminer | à géolocaliser | Image manquante |
| Monument aux morts | À déterminer                | Louches                             | Près de l'église                             |                                                      | À déterminer | à géolocaliser | Monument aux morts« Le monument aux morts de Louches », sur monuments-aux-morts.fr (consulté le 30 juillet 2024).                 |
| Monument aux morts | À déterminer                | Lugy                                | Près de l'église                             |                                                      | À déterminer | à géolocaliser | Image manquante |
| Monument aux morts | À déterminer                | Magnicourt-en-Comte                 | Cimetière communal                           |                                                      | À déterminer | à géolocaliser | Monument aux morts« Le monument aux morts de Magnicourt-en-Comte », sur monuments-aux-morts.fr (consulté le 1er août 2024).       |
| Monument aux morts | À déterminer                | Maisoncelle                         | Près de l'église                             |                                                      | À déterminer | à géolocaliser | Image manquante |
| Monument aux morts | À déterminer                | Maninghem                           | Cimetière communal                           |                                                      | À déterminer | à géolocaliser | Monument aux morts« Le monument aux morts de Maninghem », sur monuments-aux-morts.fr (consulté le 29 août 2024).                  |
| Monument aux morts | À déterminer                | Marenla                             | Cimetière communal                           |                                                      | À déterminer | à géolocaliser | Image manquante |
| Monument aux morts | À déterminer                | Maresville                          | Près de l'église                             |                                                      | À déterminer | à géolocaliser | Image manquante |
| Monument aux morts | À déterminer                | Marles-sur-Canche                   | Près de l'église                             |                                                      | À déterminer | à géolocaliser | Image manquante |
| Monument aux morts | À déterminer                | Marquay                             | Cimetière communal                           |                                                      | À déterminer | à géolocaliser | Image manquante |
| Monument aux morts | À déterminer                | Marquion                            | Cimetière communal                           |                                                      | À déterminer | à géolocaliser | Image manquante |
| Monument aux morts | À déterminer                | Matringhem                          | Près de l'église                             |                                                      | À déterminer | à géolocaliser | Image manquante |
| Monument aux morts | À déterminer                | Mazinghem                           | Près de l'église                             |                                                      | À déterminer | à géolocaliser | Monument aux morts« Le monument aux morts de Mazinghem », sur monuments-aux-morts.fr (consulté le 7 septembre 2024).              |
| Monument aux morts | À déterminer                | Merck-Saint-Liévin                  | Cimetière communal                           |                                                      | À déterminer | à géolocaliser | Monument aux morts« Le monument aux morts de Merck-Saint-Liévin », sur monuments-aux-morts.fr (consulté le 9 septembre 2024).     |
| Monument aux morts | À déterminer                | Moncheaux-lès-Frévent               | Près de l'église                             |                                                      | À déterminer | à géolocaliser | Monument aux morts« Le monument aux morts de Moncheaux-lès-Frévent », sur monuments-aux-morts.fr (consulté le 12 septembre 2024). |
| Monument aux morts | À déterminer                | Monchel-sur-Canche                  | Près de l'église                             |                                                      | À déterminer | à géolocaliser | Monument aux morts« Le monument aux morts de Monchel-sur-Canche », sur monuments-aux-morts.fr (consulté le 14 septembre 2024).    |
| Monument aux morts | À déterminer                | Monchy-Breton                       | Cimetière communal                           |                                                      | 12 juin 1921 | à géolocaliser | Monument aux morts« Le monument aux morts de Monchy-Breton », sur monuments-aux-morts.fr (consulté le 14 septembre 2024).         |
| Monument aux morts | À déterminer                | Monchy-Cayeux                       | Près de l'église                             |                                                      |              | à géolocaliser | Monument aux morts« Le monument aux morts de Monchy-Cayeux », sur monuments-aux-morts.fr (consulté le 16 septembre 2024).         |
| Monument aux morts | À déterminer                | Monts-en-Ternois                    | Près de l'église                             |                                                      | À déterminer | à géolocaliser | Monument aux morts« Le monument aux morts de Monts-en-Ternois », sur monuments-aux-morts.fr (consulté le 25 septembre 2024).      |
| Monument aux morts | À déterminer                | Moringhem                           | Cimetière communal                           |                                                      | À déterminer | à géolocaliser | Image manquante |
| Monument aux morts | À déterminer                | Muncq-Nieurlet                      | Cimetière communal                           |                                                      | À déterminer | à géolocaliser | Monument aux morts« Le monument aux morts de Muncq-Nieurlet », sur monuments-aux-morts.fr (consulté le 5 octobre 2024).           |
| Monument aux morts | À déterminer                | Nabringhen                          | Cimetière communal                           |                                                      | À déterminer | à géolocaliser | Monument aux morts« Le monument aux morts de Nabringhen », sur monuments-aux-morts.fr (consulté le 9 octobre 2024).               |
| Monument aux morts | À déterminer                | Nempont-Saint-Firmin                | Cimetière communal                           |                                                      | À déterminer | à géolocaliser | Monument aux morts« Le monument aux morts de Nempont-Saint-Firmin », sur monuments-aux-morts.fr (consulté le 9 octobre 2024).     |
| Monument aux morts | Joseph Matissart (marbrier) | Nœux-lès-Auxi                       | Cimetière communal                           |                                                      | À déterminer | à géolocaliser | Monument aux morts« Le monument aux morts de Nœux-lès-Auxi », sur monuments-aux-morts.fr (consulté le 16 octobre 2024).           |
| Monument aux morts | Victor Ravet (marbrier)     | Nordausques                         | Cimetière communal                           |                                                      | À déterminer | à géolocaliser | Monument aux morts« Le monument aux morts de Nordausques », sur monuments-aux-morts.fr (consulté le 16 octobre 2024).             |
| Monument aux morts |                             | Ostreville                          | Près du cimetière                            |                                                      | À déterminer | à géolocaliser | Monument aux morts« Le monument aux morts d'Ostreville », sur monuments-aux-morts.fr (consulté le 4 novembre 2024).               |
| Monument aux morts | A. Létendart, marbrier      | Peuplingues                         | Cimetière communal                           |                                                      | 1920         | à géolocaliser | Image manquante |
| Monument aux morts | Victor Ravert, marbrier     | Polincove                           | Cimetière communal                           |                                                      |              | à géolocaliser | Monument aux morts« Le monument aux morts de Polincove », sur monuments-aux-morts.fr (consulté le 21 novembre 2024).              |
| Monument aux morts |                             | Prédefin                            | Cimetière communal                           |                                                      |              | à géolocaliser | Image manquante |
| Monument aux morts | À déterminer                | Preures                             | Place de la mairie                           |                                                      | 1920         | à géolocaliser | Monument aux morts« Le monument aux morts de Preures », sur monuments-aux-morts.fr (consulté le 30 novembre 2024).                |
| Monument aux morts | À déterminer                | Quelmes                             | Cimetière communal                           |                                                      | 1928         | à géolocaliser | Monument aux morts« Le monument aux morts de Quelmes », sur monuments-aux-morts.fr (consulté le 1er décembre 2024).               |
| Monument aux morts | À déterminer                | Le Quesnoy-en-Artois                | Près de l'église                             |                                                      | À déterminer | à géolocaliser | Monument aux morts« Le monument aux morts du Quesnoy-en-Artois », sur monuments-aux-morts.fr (consulté le 1er décembre 2024).     |
| Monument aux morts | À déterminer                | Quesques                            | Cimetière communal                           |                                                      | À déterminer | à géolocaliser | Monument aux morts« Le monument aux morts de Quesques », sur monuments-aux-morts.fr (consulté le 1er décembre 2024).              |
| Monument aux morts | À déterminer                | Radinghem                           | Cimetière communal                           |                                                      | 1920         | à géolocaliser | Monument aux morts« Le monument aux morts de Radinghem », sur monuments-aux-morts.fr (consulté le 1er décembre 2024).             |
| Monument aux morts | À déterminer                | Rebreuve-sur-Canche                 | Près de l'église                             |                                                      |              | à géolocaliser | Monument aux morts« Le monument aux morts de Rebreuve-sur-Canche », sur monuments-aux-morts.fr (consulté le 22 décembre 2024).    |
| Monument aux morts | À déterminer                | Reclinghem                          | Cimetière communal                           |                                                      |              | à géolocaliser | Monument aux morts« Le monument aux morts de Reclinghem », sur monuments-aux-morts.fr (consulté le 25 décembre 2024).             |
| Monument aux morts | À déterminer                | Recques-sur-Hem                     | Cimetière communal                           |                                                      |              | à géolocaliser | Monument aux morts« Le monument aux morts de Recques-sur-Hem », sur monuments-aux-morts.fr (consulté le 25 décembre 2024).        |
| Monument aux morts | À déterminer                | Remilly-Wirquin                     | Cimetière communal                           |                                                      |              | à géolocaliser | Monument aux morts« Le monument aux morts de Remilly-Wirquin », sur monuments-aux-morts.fr (consulté le 25 décembre 2024).        |
| Monument aux morts | À déterminer                | Rimboval                            | Cimetière communal                           |                                                      |              | à géolocaliser | Monument aux morts« Le monument aux morts de Rimboval », sur monuments-aux-morts.fr (consulté le 10 janvier 2025).                |
| Monument aux morts | À déterminer                | Roëllecourt                         | Cimetière communal                           |                                                      |              | à géolocaliser | Monument aux morts« Le monument aux morts de Roëllecourt », sur monuments-aux-morts.fr (consulté le 20 janvier 2025).             |
| Monument aux morts | À déterminer                | Rombly                              | À déterminer                                 |                                                      | À déterminer | à géolocaliser | Monument aux morts« Le monument aux morts de Rombly », sur monuments-aux-morts.fr (consulté le 20 janvier 2025).                  |
| Monument aux morts | À déterminer                | Rougefay                            | Près de l'église                             |                                                      |              | à géolocaliser | Monument aux morts« Le monument aux morts de Rougefay », sur monuments-aux-morts.fr (consulté le 20 janvier 2025).                |
| Monument aux morts | À déterminer                | Rumilly                             | Cimetière communal                           |                                                      | À déterminer | à géolocaliser | Monument aux morts« Le monument aux morts de Rumilly », sur monuments-aux-morts.fr (consulté le 10 février 2025).                 |
| Monument aux morts | À déterminer                | Sains-lès-Fressin                   | Près de l'église                             |                                                      | À déterminer | à géolocaliser | Monument aux morts« Le monument aux morts de Sains-lès-Fressin », sur monuments-aux-morts.fr (consulté le 22 février 2025).       |
| Monument aux morts | À déterminer                | Saint-Amand                         | Près de l'église                             |                                                      | À déterminer | à géolocaliser | Monument aux morts« Le monument aux morts de Saint-Amand », sur monuments-aux-morts.fr (consulté le 22 février 2025).             |
| Monument aux morts | À déterminer                | Saint-Denœux                        | Près de l'église                             |                                                      | À déterminer | à géolocaliser | Monument aux morts« Le monument aux morts de Saint-Denœux », sur monuments-aux-morts.fr (consulté le 3 mars 2025).                |
| Monument aux morts | À déterminer                | Saint-Étienne-au-Mont               |                                              |                                                      | À déterminer | à géolocaliser | Image manquante |
| Monument aux morts | À déterminer                | Saint-Georges                       | Près de l'église                             |                                                      | À déterminer | à géolocaliser | Monument aux morts« Le monument aux morts de Saint-Georges », sur monuments-aux-morts.fr (consulté le 2 mars 2025).               |
| Monument aux morts | À déterminer                | Saint-Inglevert                     | Cimetière communal                           |                                                      | À déterminer | à géolocaliser | Image manquante |
| Monument aux morts | À déterminer                | Saint-Michel-sous-Bois              | Cimetière communal                           |                                                      | À déterminer | à géolocaliser | Monument aux morts« Le monument aux morts de Saint-Michel-sous-Bois », sur monuments-aux-morts.fr (consulté le 18 mars 2025).     |
| Monument aux morts | À déterminer                | Saint-Michel-sur-Ternoise           | Cimetière communal                           |                                                      | À déterminer | à géolocaliser | Image manquante |
| Monument aux morts | À déterminer                | Senlecques                          | À déterminer                                 |                                                      | À déterminer | à géolocaliser | Monument aux morts |
| Monument aux morts | À déterminer                | Serques                             | À déterminer                                 |                                                      | À déterminer | à géolocaliser | Monument aux morts |
| Monument aux morts | À déterminer                | Thiembronne                         | À côté de l'église Saint-Pierre-ès-Liens     |                                                      | À déterminer | à géolocaliser | Monument aux morts |
| Monument aux morts | À déterminer                | Tingry                              | À déterminer                                 |                                                      | À déterminer | à géolocaliser | Monument aux morts |
| Monument aux morts | À déterminer                | Tubersent                           | À déterminer                                 |                                                      | À déterminer | à géolocaliser | Monument aux morts |
| Monument aux morts | À déterminer                | Vieil-Moutier                       | À déterminer                                 |                                                      | À déterminer | à géolocaliser | Monument aux morts |
| Monument aux morts | À déterminer                | Wicquinghem                         | À déterminer                                 |                                                      | À déterminer | à géolocaliser | Monument aux morts |
| Monument aux morts | À déterminer                | Widehem                             | À déterminer                                 |                                                      | À déterminer | à géolocaliser | Monument aux morts |

## Puy-de-Dôme
| Œuvre              | Auteur       | Commune      | Localisation                 | Notes | Installation | Coordonnées    | Illustration       |
| ------------------ | ------------ | ------------ | ---------------------------- | ----- | ------------ | -------------- | ------------------ |
| Monument aux morts | À déterminer | La Chaulme   | À côté de l'église           |       | À déterminer | à géolocaliser | Monument aux morts |
| Monument aux morts | À déterminer | Saint-Floret | Dans le cimetière du Chastel |       | À déterminer | à géolocaliser | Monument aux morts |

## Pyrénées-Atlantiques
| Œuvre              | Auteur       | Commune       | Localisation | Notes | Installation | Coordonnées    | Illustration       |
| ------------------ | ------------ | ------------- | ------------ | ----- | ------------ | -------------- | ------------------ |
| Monument aux morts | À déterminer | Casteide-Cami | À déterminer |       | À déterminer | à géolocaliser | Monument aux morts |
| Monument aux morts | À déterminer | Denguin       | À déterminer |       | À déterminer | à géolocaliser | Monument aux morts |
| Monument aux morts | À déterminer | Lagor         | À déterminer |       | À déterminer | à géolocaliser | Monument aux morts |

## Seine-Maritime
| Œuvre              | Auteur       | Commune                 | Localisation      | Notes | Installation | Coordonnées    | Illustration       |
| ------------------ | ------------ | ----------------------- | ----------------- | ----- | ------------ | -------------- | ------------------ |
| Monument aux morts | À déterminer | Alvimare                | À déterminer      |       | À déterminer | à géolocaliser | Monument aux morts |
| Monument aux morts | À déterminer | Bertheauville           | À déterminer      |       | À déterminer | à géolocaliser | Monument aux morts |
| Monument aux morts | À déterminer | Bosville                | À déterminer      |       | À déterminer | à géolocaliser | Monument aux morts |
| Monument aux morts | À déterminer | Bourville               | À déterminer      |       | À déterminer | à géolocaliser | Monument aux morts |
| Monument aux morts | À déterminer | Cléville                | À déterminer      |       | À déterminer | à géolocaliser | Monument aux morts |
| Monument aux morts | À déterminer | Fongueusemare           | Dans le cimetière |       | À déterminer | à géolocaliser | Monument aux morts |
| Monument aux morts | À déterminer | Fontenay                | À déterminer      |       | À déterminer | à géolocaliser | Monument aux morts |
| Monument aux morts | À déterminer | Fultot                  | À déterminer      |       | À déterminer | à géolocaliser | Monument aux morts |
| Monument aux morts | À déterminer | Héricourt-en-Caux       | À déterminer      |       | À déterminer | à géolocaliser | Monument aux morts |
| Monument aux morts | À déterminer | La Trinité-du-Mont      | À déterminer      |       | À déterminer | à géolocaliser | Monument aux morts |
| Monument aux morts | À déterminer | Lintot                  | À déterminer      |       | À déterminer | à géolocaliser | Monument aux morts |
| Monument aux morts | À déterminer | Normanville             | À déterminer      |       | À déterminer | à géolocaliser | Monument aux morts |
| Monument aux morts | À déterminer | Ricarville              | À déterminer      |       | À déterminer | à géolocaliser | Monument aux morts |
| Monument aux morts | À déterminer | Trouville-Alliquerville | À déterminer      |       | À déterminer | à géolocaliser | Monument aux morts |

## Somme
| Œuvre              | Auteur       | Commune              | Localisation | Notes | Installation | Coordonnées    | Illustration       |
| ------------------ | ------------ | -------------------- | ------------ | ----- | ------------ | -------------- | ------------------ |
| Monument aux morts | À déterminer | Bermesnil            | À déterminer |       | À déterminer | à géolocaliser | Monument aux morts |
| Monument aux morts | À déterminer | Boismont             | À déterminer |       | À déterminer | à géolocaliser | Monument aux morts |
| Monument aux morts | À déterminer | Bosquel              | À déterminer |       | À déterminer | à géolocaliser | Monument aux morts |
| Monument aux morts | À déterminer | Caulières            | À déterminer |       | À déterminer | à géolocaliser | Monument aux morts |
| Monument aux morts | À déterminer | Esclainvillers       | À déterminer |       | À déterminer | à géolocaliser | Monument aux morts |
| Monument aux morts | À déterminer | Guyencourt-Saulcourt | À déterminer |       | À déterminer | à géolocaliser | Monument aux morts |
| Monument aux morts | À déterminer | Miannay              | À déterminer |       | À déterminer | à géolocaliser | Monument aux morts |
| Monument aux morts | À déterminer | Nampont              | À déterminer |       | À déterminer | à géolocaliser | Monument aux morts |
| Monument aux morts | À déterminer | Saint-Maulvis        | À déterminer |       | À déterminer | à géolocaliser | Monument aux morts |

## Var
Pour un article plus général, voir Liste des monuments aux morts dans le Var.
| Œuvre                                                              | Auteur       | Commune       | Localisation      | Notes      | Installation | Coordonnées                      | Illustration                                                       |
| ------------------------------------------------------------------ | ------------ | ------------- | ----------------- | ---------- | ------------ | -------------------------------- | ------------------------------------------------------------------ |
| Monument aux morts (commémore : 1914-1918, 1939-1945, Algérie)     | À déterminer | Forcalqueiret | Dans le cimetière | Fer forgé. | À déterminer | 43° 20′ 02″ nord, 6° 04′ 45″ est | Monument aux morts (commémore : 1914-1918, 1939-1945, Algérie)     |
| Monument aux morts (commémore : 1914-1918, 1939-1945, AFN-Algérie) | À déterminer | Ramatuelle    | Dans le cimetière |            | À déterminer | 43° 13′ 06″ nord, 6° 36′ 43″ est | Monument aux morts (commémore : 1914-1918, 1939-1945, AFN-Algérie) |

## Vendée
| Œuvre              | Auteur       | Commune               | Localisation | Notes | Installation | Coordonnées    | Illustration       |
| ------------------ | ------------ | --------------------- | ------------ | ----- | ------------ | -------------- | ------------------ |
| Monument aux morts | À déterminer | Les Pineaux           | À déterminer |       | À déterminer | à géolocaliser | Monument aux morts |
| Monument aux morts | À déterminer | Notre-Dame-de-Riez    | À déterminer |       | À déterminer | à géolocaliser | Monument aux morts |
| Monument aux morts | À déterminer | Saint-Hilaire-de-Riez | À déterminer |       | À déterminer | à géolocaliser | Monument aux morts |
| Monument aux morts | À déterminer | Saint-Maixent-sur-Vie | À déterminer |       | À déterminer | à géolocaliser | Monument aux morts |
| Monument aux morts | À déterminer | Saligny               | À déterminer |       | À déterminer | à géolocaliser | Monument aux morts |

## Vosges
| Œuvre              | Auteur       | Commune             | Localisation                           | Notes | Installation | Coordonnées    | Illustration       |
| ------------------ | ------------ | ------------------- | -------------------------------------- | ----- | ------------ | -------------- | ------------------ |
| Monument aux morts | À déterminer | Chef-Haut           | À côté de l'église Saint-Jean-Baptiste |       | À déterminer | à géolocaliser | Monument aux morts |
| Monument aux morts | À déterminer | Hennezel            | À déterminer                           |       | À déterminer | à géolocaliser | Monument aux morts |
| Monument aux morts | À déterminer | Hymont              | À déterminer                           |       | À déterminer | à géolocaliser | Monument aux morts |
| Monument aux morts | À déterminer | Vomécourt-sur-Madon | À déterminer                           |       | À déterminer | à géolocaliser | Monument aux morts |

## Yonne
Pour un article plus général, voir Liste des monuments aux morts dans l'Yonne.
| Œuvre                           | Auteur       | Commune             | Localisation                             | Notes | Installation | Coordonnées    | Illustration                    |
| ------------------------------- | ------------ | ------------------- | ---------------------------------------- | ----- | ------------ | -------------- | ------------------------------- |
| Monument aux morts              | À déterminer | Moutiers-en-Puisaye | Dans l'église Saint-Pierre-et-Saint-Paul |       | À déterminer | à géolocaliser | Monument aux morts              |
| Monument aux morts d'avant 1914 | À déterminer | Thorigny-sur-Oreuse | Dans le cimetière                        |       | À déterminer | à géolocaliser | Monument aux morts d'avant 1914 |

## Yvelines
| Œuvre              | Auteur       | Commune           | Localisation                           | Notes | Installation | Coordonnées    | Illustration       |
| ------------------ | ------------ | ----------------- | -------------------------------------- | ----- | ------------ | -------------- | ------------------ |
| Monument aux morts | À déterminer | Magny-les-Hameaux | Contre l'église Saint-Germain de Paris |       | À déterminer | à géolocaliser | Monument aux morts |